# Liste von Zuggattungen
Dies ist eine Liste von Zuggattungen europäischer und asiatischer Bahnen.
Der Begriff Zuggattung wurde von einigen europäischen Staatsbahnen eingeführt, um Züge bestimmter Typen tariflich einordnen zu können, z. B. schnellere Züge, langlaufende Züge, oft haltende Züge, wobei höherwertige Züge ursprünglich durch Zuschläge von anderen abgegrenzt wurden.
In Großbritannien und der Schweiz (mit der Ausnahme des Trans-Europ-Express) waren Zuggattungen ursprünglich unbekannt, wenngleich auch dort in Züge des Nahverkehrs und des Fernverkehrs unterschieden wurde. In den Ländern Ostasiens mit Hochgeschwindigkeitsverkehr wie Japan, China oder Südkorea wurden ebenfalls Zuggattungen eingeführt.
Im Rest der Welt (Amerika, Afrika, Australien und Ozeanien) sind Zuggattungen völlig unbekannt. Zugläufe werden dort nur durch Zugnummern oder -namen oder nur durch Abfahrtszeiten und Zielorte in öffentlichen Fahrplänen bekannt gegeben.

## Deutschland
In Deutschland wird zwischen internen betrieblichen Zuggattungen und extern kommunizierten Produktnamen unterschieden. Erstere dienen der Betriebsabwicklung zwischen Infrastrukturbetreiber und Verkehrsunternehmen, letztere dienen der Information des Fahrgastes.
So enthalten Zuggattungen auch Zusatzbezeichnungen für besondere Eigenschaften des Zuges, wie z. B. RE-D auf einen Zug mit Doppelstockwagen hinweist. Diese dürfen aufgrund ihrer Fahrzeugbegrenzungslinie lediglich bestimmte Strecken befahren.
Produktnamen dienen dagegen der werbewirksamen Unterscheidung oder Kennzeichnung eines Zuges. So werden in der Regel Nahverkehrszüge von NE-Bahnen intern mit der Zuggattung DPN geführt. In der Kommunikation für den Fahrgast tritt dagegen eine Kurzbezeichnung des Zugnetzes, wie z. B. BOB für Bayerische Oberlandbahn oder TLX für Trilex auf. Alternativ werden auch alle Züge verschiedener Gesellschaften mit ähnlichen Eigenschaften unterschiedslos als Regionalexpress bzw. Regionalbahn bezeichnet, egal ob sie intern als DPN bzw. RE/RB geführt werden.

### Personenverkehr

#### Fernverkehr
Alle bestehenden Zuggattungen des Schienenpersonenfernverkehrs (SPFV)

##### Deutsche Bahn
Alle bestehenden Zuggattungen des SPFV, deren durchführendes Eisenbahnverkehrsunternehmen (EVU) die Deutsche Bahn AG (DB) ist. Im grenzüberschreitenden Verkehr sind Kooperationen mit anderen EVU möglich.
| Produktname            | Abkürzung | Kooperierende EVUs                              | Aufgabengebiet | Bemerkungen |
| ---------------------- | --------- | ----------------------------------------------- | --- | --- |
| Intercity-Express      | ICE       | NS, NMBS, SNCF, ÖBB, SBB                        | nationaler und internationaler Hochgeschwindigkeitszug                                                                               | ehemals auch in Kooperation mit DSB, verkehrt teilweise als ICE Sprinter mit weniger Zwischenhalten |
| EuroCity               | EC        | NS, NMBS, SNCF, ÖBB, ČD, PKP, MAV, SBB, FS      | internationaler Fernzug | international abgestimmte Zugbildung, i. d. R. wird zwischen der ersten und zweiten Wagenklasse der Speise- oder Bistrowagen gereiht, Fahrzeugqualität international vorgegeben                                  |
| Intercity              | IC        | DSB, NS, ÖBB                                    | nationaler und internationaler Fernzug                                                                                               | |
| EuroCity-Express       | ECE       | SBB, Trenitalia.                                | europäisch-internationaler Hochgeschwindigkeitszug                                                                                   | Verkehrt nur in Deutschland als ECE. SBB und TI nutzen als Zuggattung EC. Rollmaterial wird von den SBB gestellt.                                                                                                |
| Railjet                | RJ        | ÖBB, ČD                                         | Hochgeschwindigkeitszug in Österreich und Tschechien mit Verbindungen nach Berlin, München, Stuttgart, Frankfurt und Dresden         | Gemeinsame Zuggattung der ÖBB, ČD, DB, SBB und MÁV; weitere grenzüberschreitende Verbindungen nach Budapest, Venedig und Zürich                                                                                  |
| Railjet Xpress         | RJX       | ÖBB                                             | Hochgeschwindigkeitszug zwischen München und Salzburg als RJX bezeichnet.                                                            | Gemeinsame Zuggattung der ÖBB, CD, DB, SBB und MAV. Als RJX zwischen München und Salzburg. |
| Train à grande vitesse | TGV       | SNCF                                            | Internationaler Hochgeschwindigkeitszug von Frankfurt, München, Stuttgart und Karlsruhe nach Paris oder Marseille (ICE-Linien 82–84) | vor 2019 Betreiber Alleo als Joint Venture von DB und SNCF; TGV/ICE-Mischbetrieb auf den Linien 82 und 83: Zuggattung entspricht dem eingesetzten Triebwagen; auf der Linie 84 verkehrt ein TGV-Zugpaar täglich. |
| Harz-Berlin-Express    | HBX       | Betrieben durch das DB Tochterunternehmen Start | Fernverkehrszug zur Schaffung von touristischen Verbindungen zwischen Berlin und dem Harz.                                           | Ehemals durch die privaten Unternehmen Harz-Elbe-Express (2005–2018) und Abellio (2018–2024) betrieben. |

Digitales Zuganzeigeschild der Deutschen Bahn - ICE 1653 Frankfurt Flughafen nach Dresden Hauptbahnhof
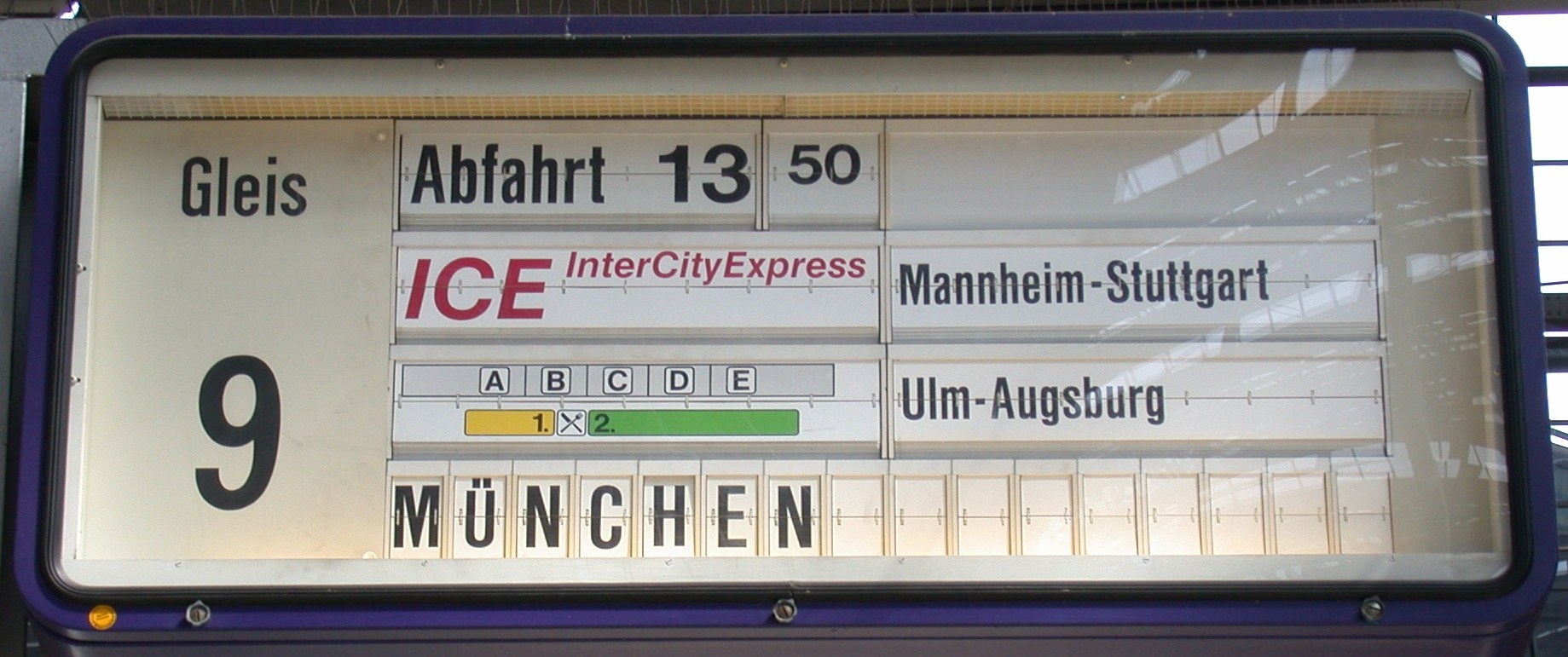
ICE auf alter Fallblattanzeige in Frankfurt Hbf
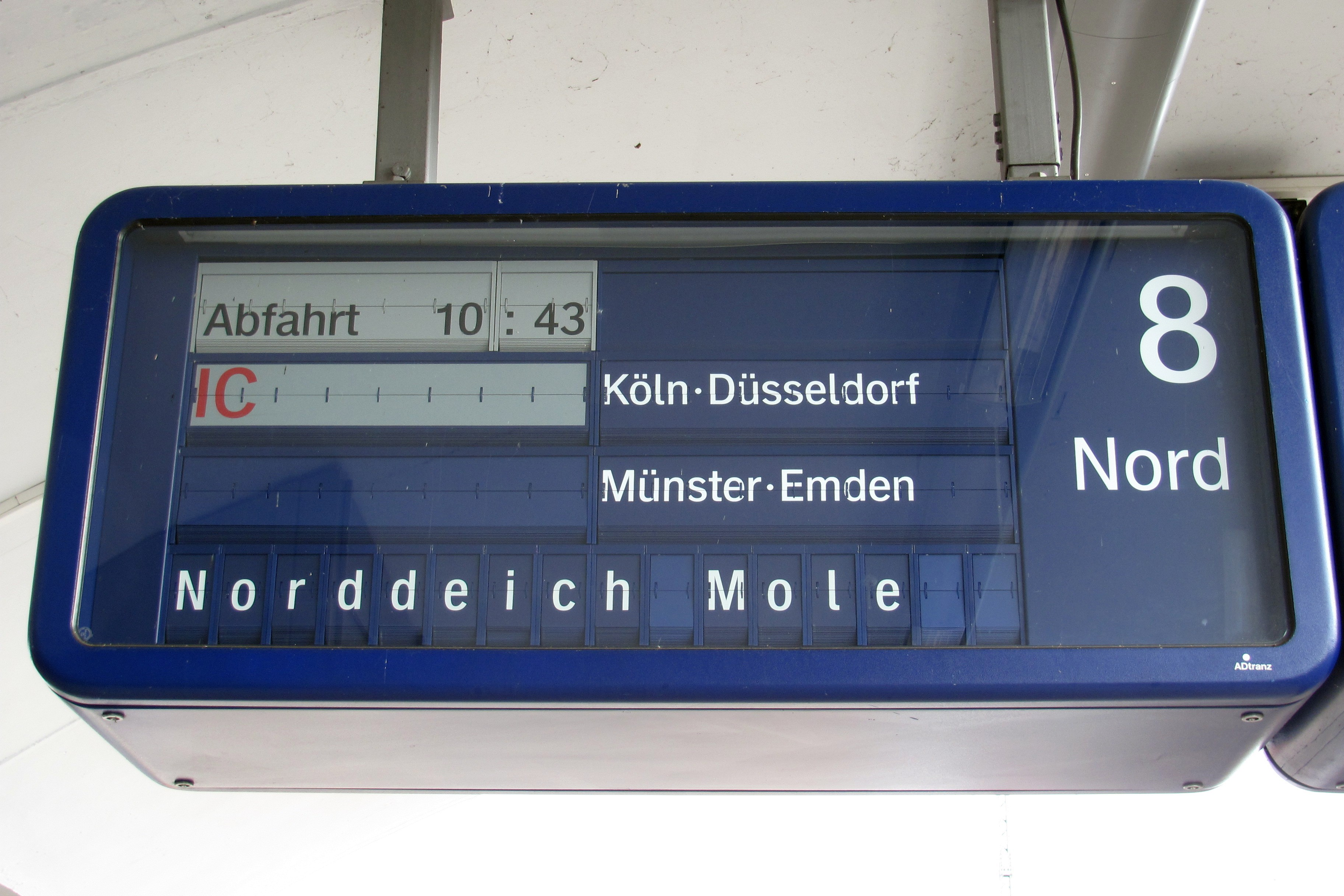
IC auf neuer Fallblattanzeige in Koblenz Hbf
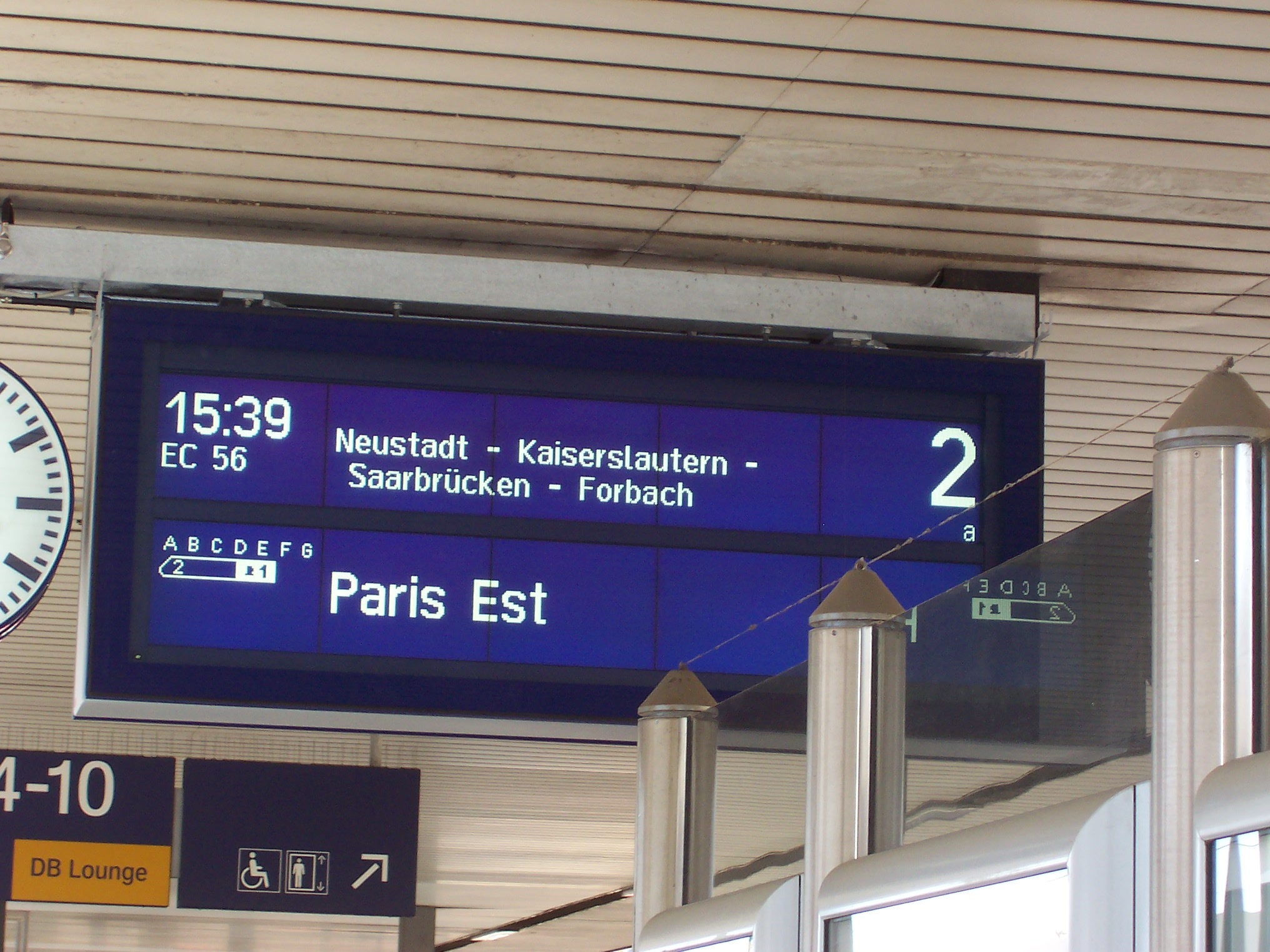
EC auf Zugzielanzeiger in Mannheim Hbf

##### Sonstige EVU
Alle bestehenden Zuggattungen des SPFV, deren durchführendes Eisenbahnverkehrsunternehmen nicht die Deutsche Bahn AG (DB) ist.
| Produktname | Abkürzung | Durchführendes EVU                          | Aufgabengebiet                                                                                                 | Bemerkungen |
| ----------- | --------- | ------------------------------------------- | --- | --- |
| Eurostar    | EST       | Gemeinschaftsunternehmen der SNCF, NMBS, NS | Internationale Hochgeschwindigkeitsverbindung von Dortmund, Essen, Düsseldorf und Köln über Brüssel nach Paris | bis 2023 unter der Marke Thalys mit der Abkürzung THA                                                                 |
| FlixTrain   | FLX       | Leo Express                                 | Privater Fernverkehr Stuttgart – Berlin (FLX 10, vormals LOC)                                                  | Zusammenarbeit von Leo Express und FlixMobility-Gruppe endete 2020                                                    |
| FlixTrain   | FLX       | IGE                                         | Privater Fernverkehr Hamburg – Köln (FLX 20)                                                                   | Vermarktet von FlixMobility-Gruppe                                                                                    |
| FlixTrain   | FLX       | SVG                                         | Privater Fernverkehr Berlin – Köln (FLX 30)                                                                    | Vermarktet von FlixMobility-Gruppe                                                                                    |
| WESTbahn    | WB        | WESTbahn Management GmbH                    | Privater internationaler Fernverkehr Wien Westbahnhof – Salzburg Hbf – München Hbf                             | Verkehrt seit April 2022 (4 Zugpaare täglich) seit August 2022 (6 Zugpaare täglich) Stadler KISS Doppelstocktriebzüge |
| Schnellzug  | D         | Snälltåget                                  | Nachtzug Berlin–Stockholm                                                                                      | ehemals auch verschiedene andere EVU                                                                                  |

#### Nachtverkehr
| Produktname                | Abkürzung | Durchführendes EVU     | Aufgabengebiet                         | Bemerkungen |
| -------------------------- | --------- | ---------------------- | -------------------------------------- | --- |
| EuroNight                  | EN        | GVG, RZD, HŽ           | internationaler Nachtreisezug          | Zug führt Schlafwagen und Liegewagen, Speisen und Getränke beim Wagenbetreuer erhältlich, Fahrzeugqualität international vorgegeben                                     |
| Nightjet                   | NJ        | ÖBB                    | internationaler Nachtreisezug          | Zug führt Schlafwagen und Liegewagen, Speisen und Getränke beim Wagenbetreuer erhältlich, Frühstück in Schlaf- und Liegewagen inbegriffen, teilweise Autotransportwagen |
| European Sleeper           | ES        | Train Charter Services | internationaler Nachtreisezug          | Zug führt verschiedene Schlaf-, Liege- und Sitzwagen, bietet Platz zum Transport von Fahrrädern                                                                         |
| Nacht-Schnellzug (D-Nacht) | DN        | diverse                | nationaler und internationaler Fernzug | auch: nicht reservierungspflichtige (wohl aber reservierbare) Nachtzugkurswagen (DB) und Nachtzüge osteuropäischer Eisenbahngesellschaften                              |
| ALPEN-SYLT Nachtexpress    | NEX       | RDC                    | privater Nachtzug                      | |

#### Regionalverkehr
Alle bestehenden Zuggattungen des Schienenpersonennahverkehrs (SPNV)

##### Marken der Deutsche Bahn
Für die folgenden Zuggattungen besitzt die Deutsche Bahn AG (DB) das Namensrecht bzw. hat deren Name als Wortmarke registrieren lassen. Seit 2010 dürfen auch nichtbundeseigene Eisenbahnen diese Namen – teilweise gegen Entrichtung einer Lizenzgebühr – für ihre Zuggattungen verwenden, wenn sie die entsprechenden Standards erfüllen. Oft geben die ÖPNV-Aufgabenträger bei ihrer Bestellung von Verkehrsleistungen die Verwendung dieser Markennamen vor, damit die Zuggattungen nicht bei jedem Wechsel des Eisenbahnverkehrsunternehmens ihre Namen ändern.
| Name               | Abk. | EVU | Aufgabe | Bemerkungen |
| ------------------ | ---- | --- | --- | --- |
| Interregio-Express | IRE  | DB Regio | In einigen Regionen schneller Nahverkehrszug auf ehemaligen Interregio-Strecken mit Halt an wenigen Bahnhöfen in Mittel- und Großstädten | Seit Dezember 2024 verkehrt nur noch der Kulturzug zwischen Berlin und Breslau als Interregio-Express |
| Metropolexpress    | MEX  | - DB Regio - Arverio Deutschland - SWEG Bahn Stuttgart | | nur in der Metropolregion Stuttgart |
| Regional-Express   | RE   | - DB Regio - Abellio Rail Mitteldeutschland - Agilis - Arverio Deutschland - Bayerische Oberlandbahn - cantus - Erfurter Bahn - erixx - Eurobahn - Hessische Landesbahn - HzL - Länderbahn - Metronom - national Express - NordWestBahn - ODEG - STB - Transdev Regio Ost - Westfalenbahn - RheinRuhrBahn                                                                                        | Nahverkehrszug mit Halt an wenigen Bahnhöfen in größeren Städten und Umsteigebahnhöfen | |
| Flughafen-Express  | FEX  | DB Regio | Nahverkehrszug, welcher einen Ballungsraum mit einem Flughafen verbindet und dabei nur an den wichtigsten Knotenpunkten hält | Berlin BER |
| Regionalbahn       | RB   | - DB Regio - Abellio Mitteldeutschland - Abellio Rail NRW - Agilis - Arverio Deutschland - Bayerische Oberlandbahn - Bodensee-Oberschwaben-Bahn - cantus - Erfurter Bahn - erixx - HANSeatische Eisenbahn - Hessische Landesbahn - HzL - Länderbahn - Metronom - Niederbarnimer Eisenbahn - NordWestBahn - ODEG - SWEG - STB - Transdev Regio Ost - Vogtlandbahn - Westfalenbahn - RheinRuhrBahn | Nahverkehrszug mit Halt an (fast) allen Stationen | verschiedene NE-Bahnen nutzen anstelle eigener Kürzel die Produktbezeichnungen aufgrund Vorgaben der Bestellorganisationen |
| S-Bahn             | S    | - DB Regio NRW2, Nordost, Südost3, Hessen4, Franken5, Mitte6, Baden-Württemberg7, Bayern8 - S-Bahn Hamburg GmbH9 - S-Bahn Berlin GmbH10 - NordWestBahn11 - Transdev Rhein-Ruhr GmbH12 - Regiobahn Fahrbetriebsgesellschaft mbH13 - Transdev Hannover GmbH14 | Nahverkehrszug in Ballungsräumen; geringerer Haltestellenabstand, höhere Taktfrequenz und kürzere Linienlängen als im übrigen SPNV; verkehrt nur auf Eisenbahnstrecken, S-Bahnen bilden mit Stadt- oder U-Bahnen den Schnellverkehr über kürzere Distanzen. Rechts die Netze mit Zuordnung der Betreiber wie links angegeben (hochgestellte Zahlen) | - S-Bahn Hamburg9 - S-Bahn Hannover14 - S-Bahn Berlin10 - S-Bahn Rhein-Ruhr2 (S 712, S 2813) - S-Bahn Mitteldeutschland, S-Bahn Dresden, S-Bahn Mittelelbe3 - S-Bahn Rhein-Main4 - S-Bahn Nürnberg5 - S-Bahn Rhein-Neckar6 - S-Bahn Stuttgart7 - S-Bahn München8 - Regio-S-Bahn Bremen/Niedersachsen11 - S-Bahn Rostock |

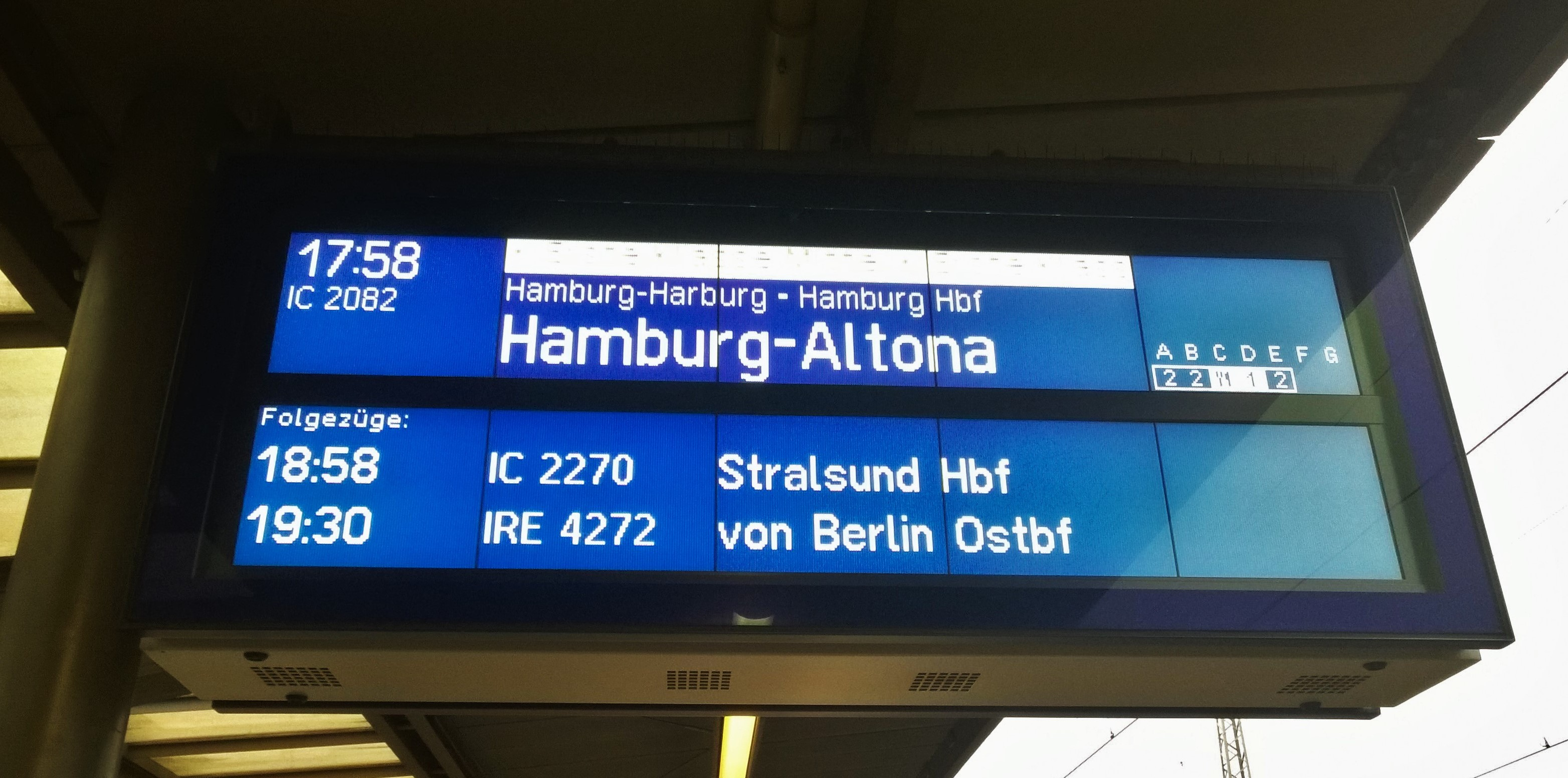
IRE auf einem Zugzielanzeiger im Bahnhof Lüneburg
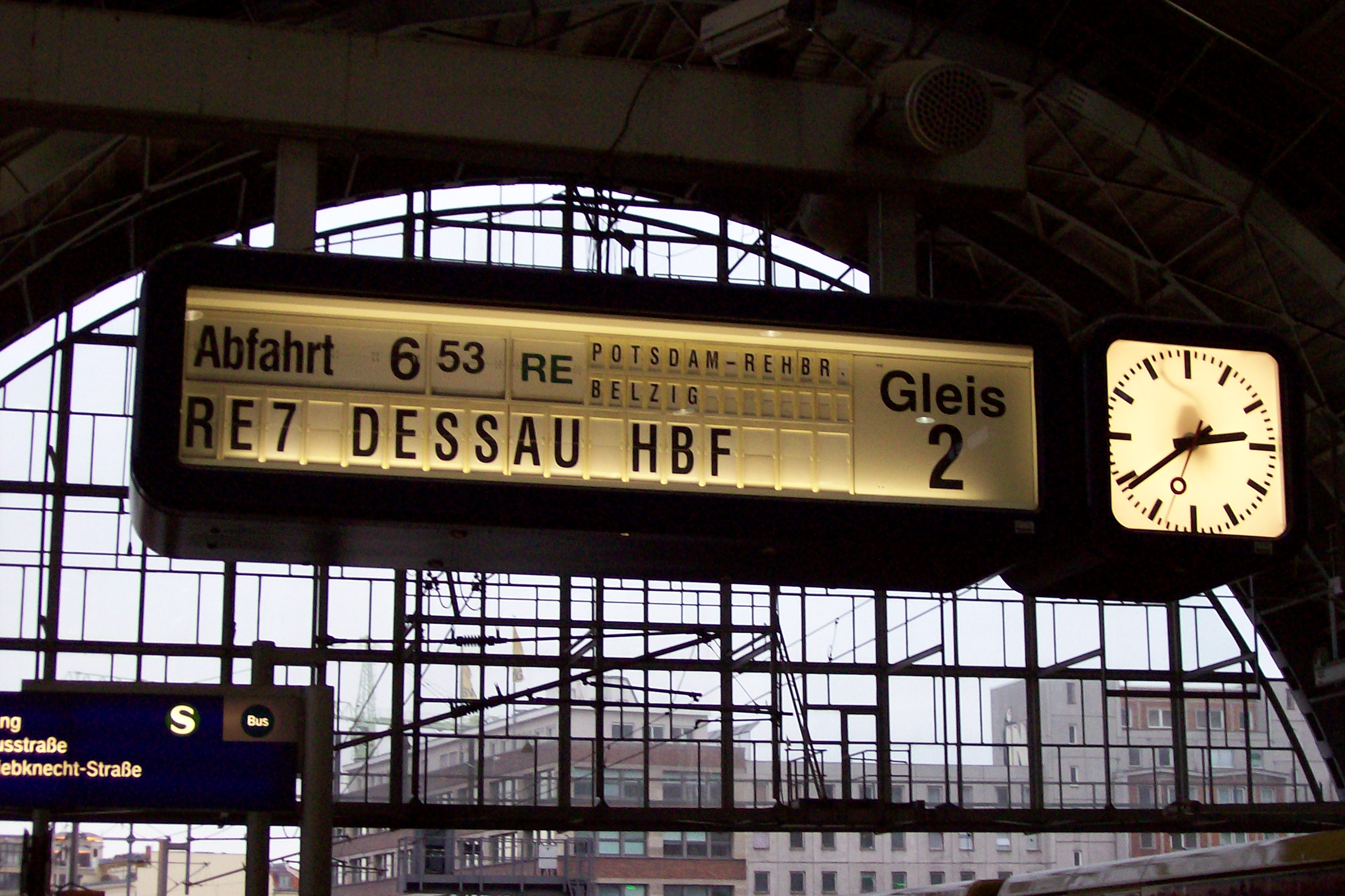
RE auf einer Fallblattanzeige im Bahnhof Berlin Alexanderplatz
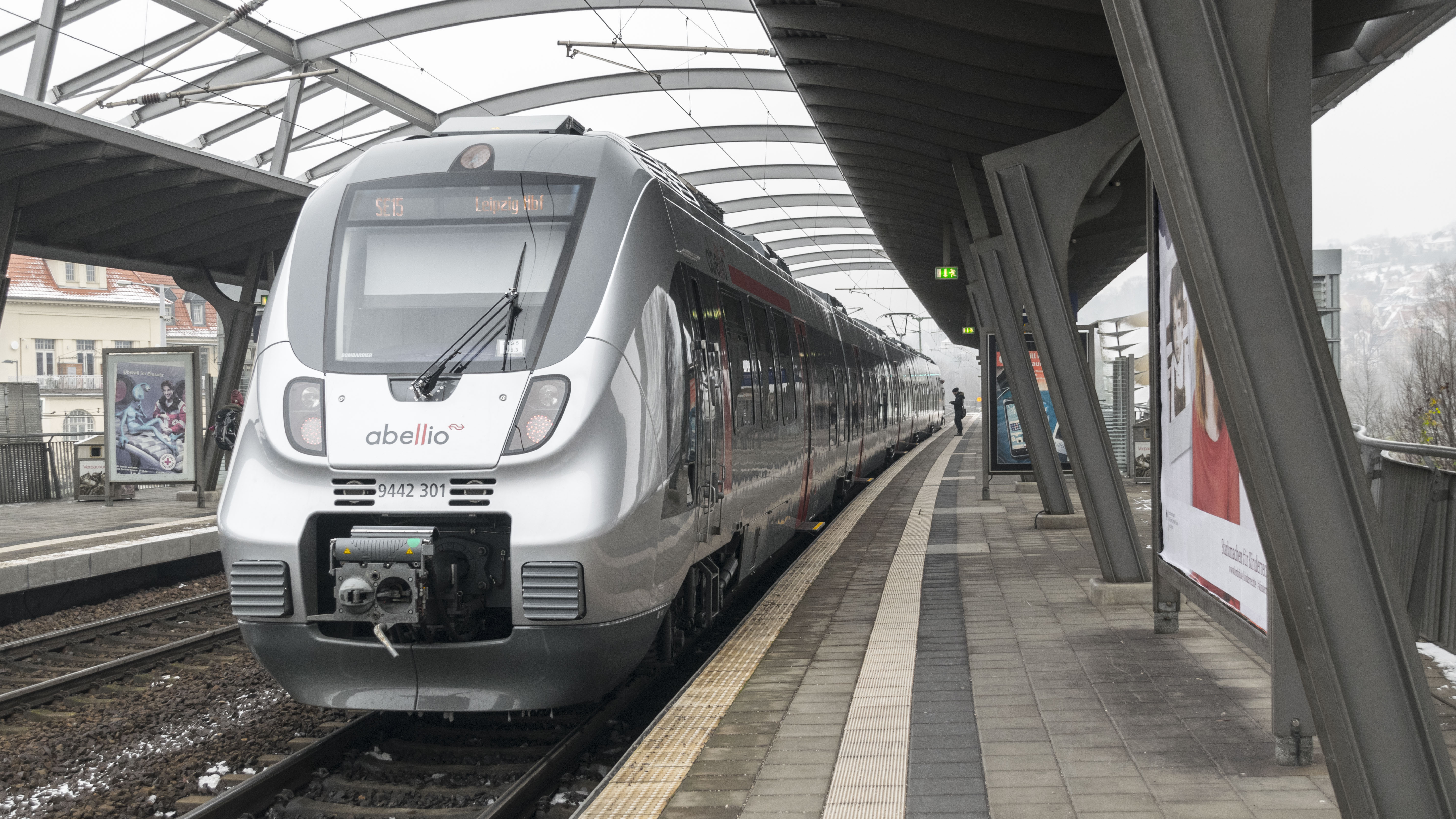
SE auf der Front eines Triebwagens im Bahnhof Jena Paradies
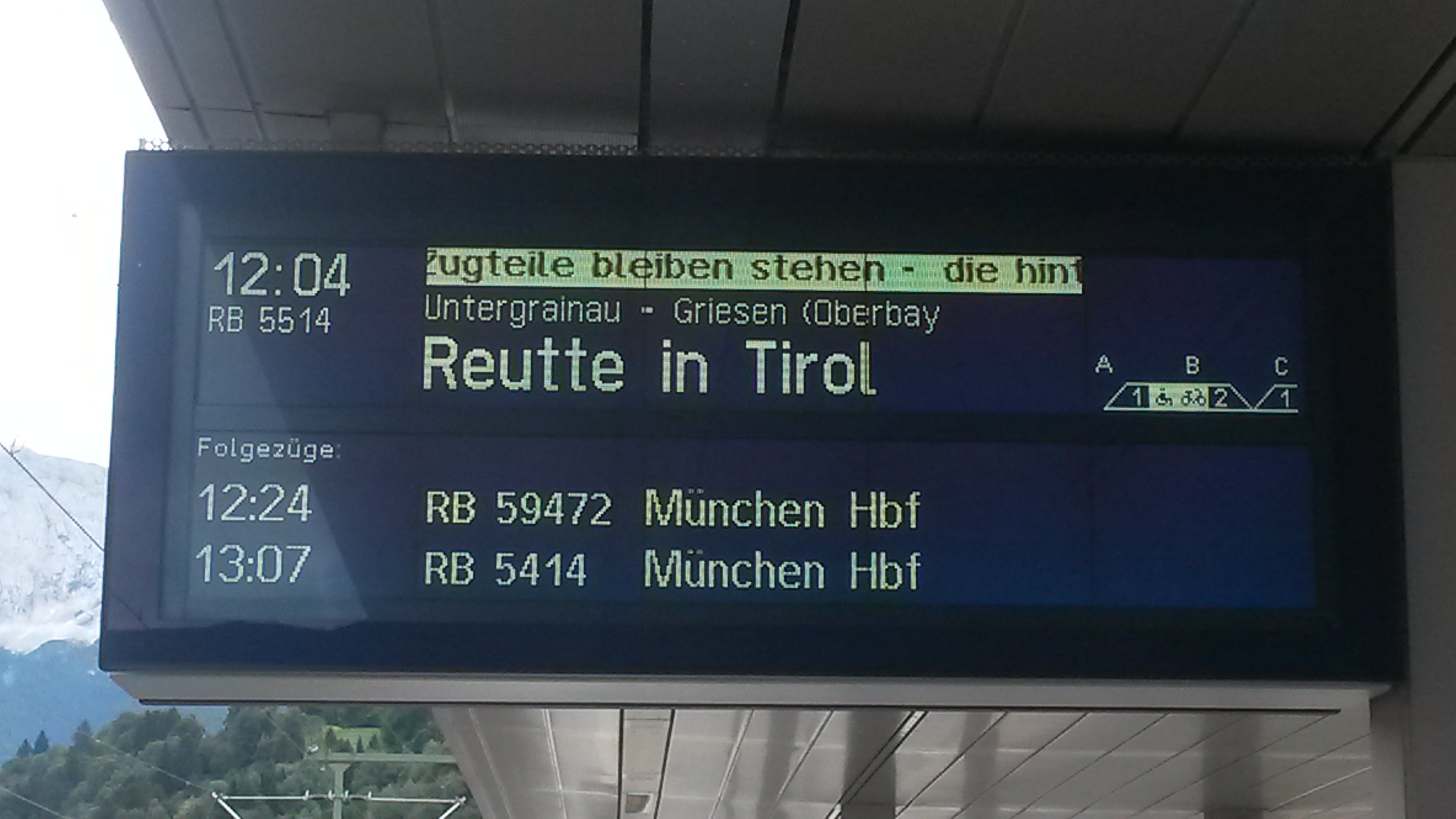
RB auf Zugzielanzeiger im Bahnhof Garmisch-Partenkirchen
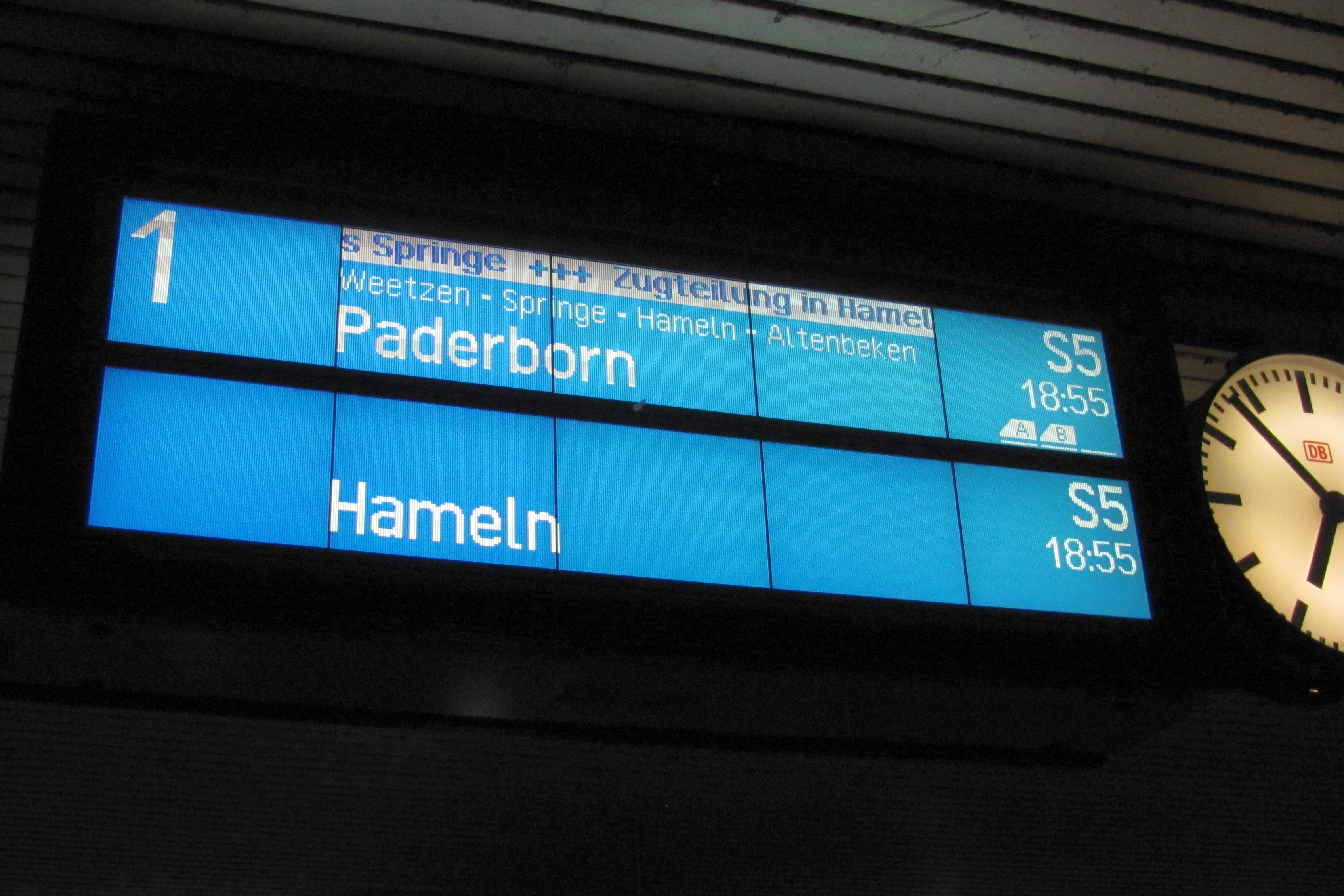
„S“ auf einem Zugzielanzeiger im Hannover Hauptbahnhof

##### Weitere Produkte sonstiger EVU
| Name                                        | Abkürzung      | EVU                                            | Bemerkungen |
| ------------------------------------------- | -------------- | ---------------------------------------------- | --- |
| AKN                                         | AKN            | AKN Eisenbahn                                  | Regionalverkehr in Norddeutschland |
| alex                                        | ALX            | Die Länderbahn                                 | Regionalverkehr in Bayern Interregio-Ersatzverkehr (IR 25) der Länderbahn, darf mit Nahverkehrsfahrscheinen, Bayern- und Schönes-Wochenende-Tickets benutzt werden           |
| Arverio Deutschland                         | GABW GABY      | Arverio Baden-Württemberg Arverio Bayern       | Regionalverkehr in Baden-Württemberg und Bayern mit den Zuggattungen RB und RE sowie IRE                                                                                     |
| Bentheimer Eisenbahn                        | BE             | Bentheimer Eisenbahn                           | Regionalverkehr in Niedersachsen |
| Bördeexpress                                | BEX            | Bördeexpress                                   | Regionalverkehr in Nordrhein-Westfalen |
| Bodensee-Oberschwaben-Bahn                  | BOB            | Bodensee-Oberschwaben-Bahn                     | Regionalverkehr in Bodensee-Oberschwaben |
| City-Bahn                                   | CB             | City-Bahn Chemnitz                             | wie „Stadtbahn“ (vgl. Chemnitzer Modell) |
| Eilzug                                      | E              | AVG                                            | Beschleunigte Stadtbahn |
| ENNO                                        | ENO            | Metronom Eisenbahngesellschaft                 | Regionalverkehr in Niedersachsen |
| eurobahn                                    | ERB            | Eurobahn                                       | Regionalverkehr in Nordrhein-Westfalen |
| erixX – Der Heidesprinter                   | erx            | Erixx                                          | Regionalverkehr in Niedersachsen und Schleswig-Holstein |
| Hessische Landesbahn                        | HLB RB, HLB RE | Hessische Landesbahn                           | Regionalverkehr in Hessen und Nordrhein-Westfalen, in Kombination mit den Zuggattungen RB und RE                                                                             |
| Hohenzollerische Landesbahn                 | HzL            | Hohenzollerische Landesbahn AG                 | Regionalverkehr in Hohenzollern und teilweise angrenzenden Gebieten |
| metronom                                    | ME             | Metronom Eisenbahngesellschaft                 | Regionalverkehr in Niedersachsen, Hamburg und Bremen |
| Mitteldeutsche Regiobahn                    | MRB            | Bayerische Oberlandbahn und Transdev Regio Ost | Regionalverkehr in Ostdeutschland |
| MittelrheinBahn                             | MRB            | trans regio                                    | Regionalverkehr im Mittelrheintal |
| nordbahn                                    | NBE            | Nordbahn Eisenbahngesellschaft                 | Regionalverkehr in Schleswig-Holstein und Hamburg |
| Nord-Ostsee-Bahn                            | NOB            | Nord-Ostsee-Bahn                               | Regionalverkehr in Norddeutschland |
| NordWestBahn                                | NWB            | NordWestBahn                                   | Regionalverkehr in Nordrhein-Westfalen und Niedersachsen |
| Ostdeutsche Eisenbahn                       | OE             | Ostdeutsche Eisenbahn                          | Regionalverkehr in Brandenburg, Sachsen-Anhalt und Mecklenburg-Vorpommern |
| Regio-S-Bahn Bremen/Niedersachsen           | RS             | NordWestBahn                                   | Regionalverkehr in Bremen und Umgebung |
| RegioTram Kassel                            | RT             | RegioTram Gesellschaft                         | Tram-Train-Netz im Großraum Kassel |
| Rurtalbahn                                  | RTB            | Rurtalbahn GmbH                                | Regionalverkehr in Nordrhein-Westfalen |
| Stadtbahn                                   | S              | Saarbahn, AVG                                  | Vorteile von Nahverkehrszügen mit denen der Straßenbahn, kurze Taktzeiten, kleine Zuggarnituren, häufig Verbindungen zwischen Innenstadt und Region (vgl. Karlsruher Modell) |
| Schwäbische Alb-Bahn                        | SAB            | Schwäbische Alb-Bahn                           | Regionalverkehr auf der Bahnstrecke Reutlingen–Schelklingen |
| S-Bahn Basel, seehas, S-Bahn Schaffhausen   | SBB            | SBB GmbH                                       | Regionalverkehr an der Grenze zwischen Deutschland und der Schweiz |
| Städtebahn Sachsen                          | SB / SE        | Städtebahn Sachsen                             | Regionalverkehr in Sachsen |
| Südwestdeutsche Landesverkehrs-Gesellschaft | SWE            | SWEG Südwestdeutsche Landesverkehrs-GmbH       | Regionalverkehr in Baden-Württemberg |
| Westfalenbahn                               | WFB            | Westfalenbahn                                  | Regionalverkehr in Niedersachsen und Nordrhein-Westfalen |

#### Interne Zuggattungen des Netzinhabers
Es handelt sich um interne Zuggattungen für die Fahrplanerstellung und Bearbeitung. In der Fahrgastkommunikation können andere Bezeichnungen genutzt werden.
| Produktname                | Abkürzung | Aufgabengebiet                                                                                     | Bemerkungen | Beispiel                                                                          |
| -------------------------- | --------- | -------------------------------------------------------------------------------------------------- | --- | --------------------------------------------------------------------------------- |
| Fernreisezug externe EVU   | DPE       | Charterverkehr / Sonderzüge (EconomyTrasse)                                                        | Wenn der Betreiber des Sonderzuges keine eigene Zuggattung anmeldet, wird der Zug auch öffentlich als DPE angegeben.                                 |                                                                                   |
| Fernreisezug externe EVU   | DPF       | Fernreisezug von EVU, welche nicht zum DB-Konzern gehören (EconomyTrasse)                          | | Siehe auch : Liste von Zuggattungen#Fernverkehr sonstige                          |
| Fernreisezug externe EVU   | DPX       | Fernreisezug von EVU, welche nicht zum DB-Konzern gehören (Expresstrasse)                          | | Siehe auch : Liste von Zuggattungen#Fernverkehr sonstige                          |
| Fernreisezug externe EVU   | DAZ       | Fernreisezug von EVU, welche nicht zum DB-Konzern gehören, Zug führt Autotransportwagen mit        | Bezeichnung in Aushangfahrplänen: AutoReiseZug (BTE) bzw. UrlaubsExpress (Train4you)                                                                 | BTE, Train4you                                                                    |
| Nahverkehrszug von Dritten | DPN       | Nahverkehrszug mit Halt i. d. R. an allen Stationen, Taktverkehr                                   | | Siehe auch : Liste von Zuggattungen#Regionalverkehr sonstige                      |
| Nahverkehrszug von Dritten | DPN-D     | Nahverkehrszug mit Halt i. d. R. an allen Stationen, Taktverkehr, Zug besteht aus Doppelstockwagen | | Siehe auch : Liste von Zuggattungen#Regionalverkehr sonstige                      |
| Nahverkehrszug von Dritten | DPN-L     | Nahverkehrszug mit Halt i. d. R. an allen Stationen, Taktverkehr, Leichttriebwagen                 | | AVG sowie Saarbahn                                                                |
| Leerreisezug von Dritten   | DLr-L     | Leerreisezug ohne Halt und Fahrgäste, Leichttriebwagen                                             | | AVG                                                                               |
| Nahverkehrszug von Dritten | DPN-G     | Nahverkehrszug mit Halt i. d. R. an allen Stationen, Taktverkehr                                   | Dient dem Fahrdienstleiter, Züge mit besonderen Bedingungen an die Gleisstromkreise (siehe Gleisfreimeldeanlage) bei der Fahrwegprüfung zu erkennen. | Mehrere Unternehmen. Züge, die aus Baureihen 628, 642, 646 und 650 gebildet sind. |

In den betrieblichen Fahr- und Ablaufplänen des Infrastrukturbetreibers werden besondere Zugcharakteristika auch in die Zuggattung aufgenommen. So verkehren Zugfahrten aus ICE 1 und ICE 2 gebildet ausschließlich unter der betrieblichen Zuggattung ICE-A bzw. bei Leerfahrten als LPFT-A, da damit auf die Lademaßüberschreitung Berta hingewiesen wird, welche bauartbedingt durch die Breite der Reisezugwagen ist. ICE3 verkehren als ICE-W (Wirbelstrombremse) und ICE-T unter selbiger Zuggattung (Tilting Train, Neigetechnik-fähig).

Dies erleichtert dem Personal in Fahrdienst und Fahrplanung eine einfachere Handhabung der Zugfahrten, da in Relation mit den zu befahrenden Strecken und Streckenausrüstungen schnell klar wird, wo diese Zugart fahren darf und wo nicht.

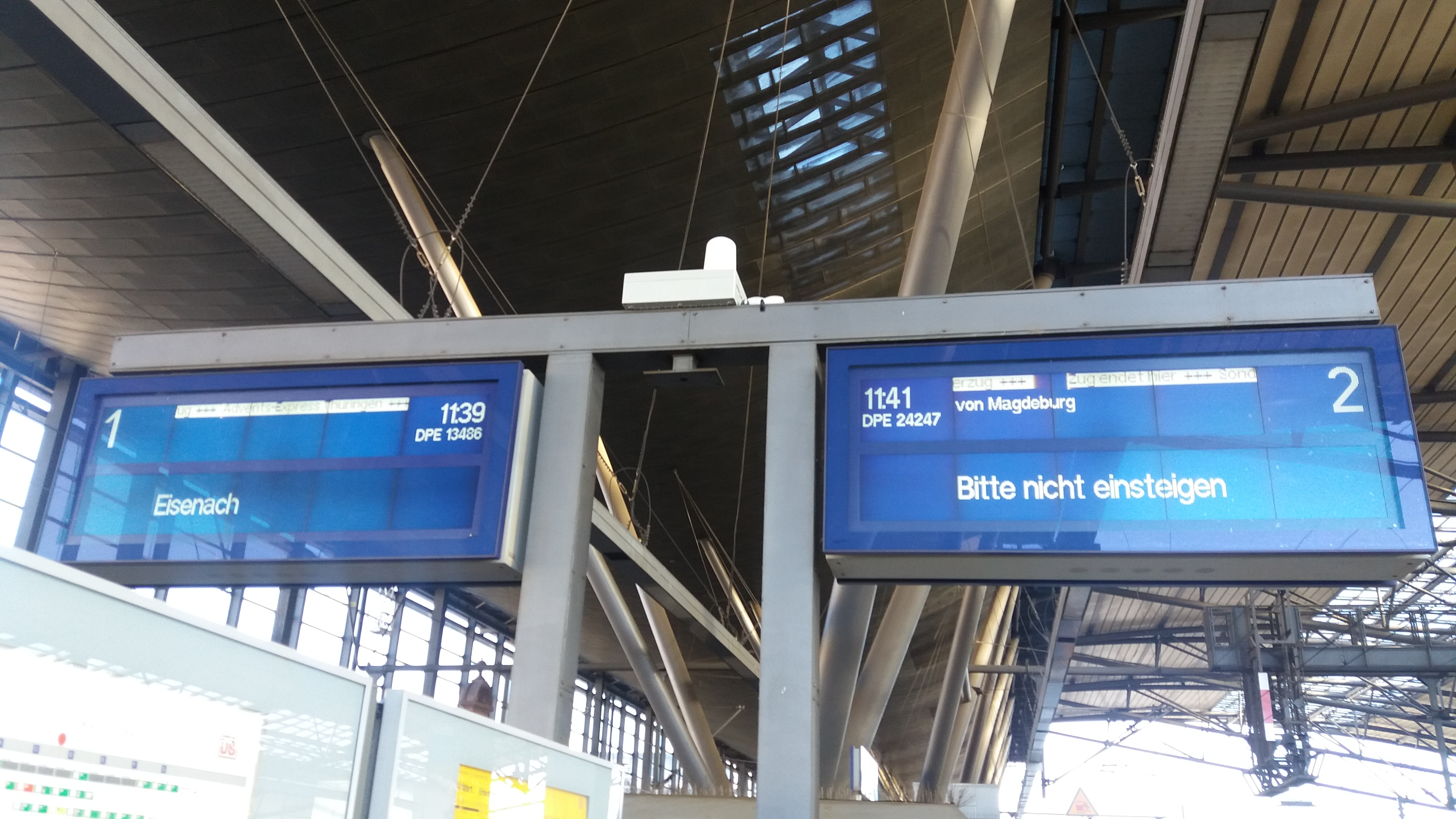
DPE (Sonderzug) auf Zugzielanzeiger in Erfurt Hbf

### Güterverkehr
Im Güterverkehr wird in drei Hauptzuggattungen unterschieden:
- Ganzzüge mit dem Kennbuchstaben C für Complete Trains
- Spezialgüterzüge mit den Kennbuchstaben PIC für Parcel InterCity, TEC für Euro-Kombi-Verkehr (Trans Europ Combinés) und M für Militärzug
- Züge des Einzelwagenverkehrs mit dem Kennbuchstaben F für Freight Trains
- Züge des Kombinierten Verkehrs mit den Kennbuchstaben IK für Interkombi Trains.

Zur Differenzierung werden weitere Buchstaben an die Gattungsbezeichnung angehängt:
- Einzelwagenverkehr:
  - FE: international (Europ train)
  - FIR: interregional
  - FR: regional
  - FS: Sonderzug
  - FX: Sonstige
  - FZ: Zubringer
  - FZS: Zubringer Sonderfahrt
  - FZT: Zubringer einer Transportkette
- Ganzzug:
  - CFA: Ad-hoc-Sonderzug
  - CFN: Sonderzug (non-programmed flex train)
  - CFP: programmierter Sonderzug (pre-ordered flex train)
  - CHL: Schwerverkehr (Heavy Load)
  - CIL: grenzüberschreitender Ganzzug (Interline)
  - CS: geplanter Ganzzug (scheduled)
  - CSQ: geplanter Ganzzug mit Qualitätstrasse (scheduled quality)
  - CT: Ganzzug mit Drittleistungen (Trucking Train)
- Kombinierter Verkehr
  - IKE: Express
  - IKL: Logistikzug
  - IKS: Sonderzug

### Ehemalige deutsche Zuggattungen

#### Personenverkehr
| Produktname                                   | Abkürzung                                           | Angebotszeit               | Nachfolger                       | Aufgabengebiet | Bemerkungen |
| --------------------------------------------- | --------------------------------------------------- | -------------------------- | -------------------------------- | --- | --- |
| Agilis                                        | ag/as                                               | bis 2020                   | Regionalbahn und Regionalexpress | Regionalverkehr in Bayern | Private Betreiber des Regionalverkehrs durften in der Anfangszeit eigene Zuggattungen verwenden. Seit 2012 werden im Regionalverkehr Zuggattungen privater Betreiber Bundesland für Bundesland auf Regionalbahn und Regionalexpress vereinfacht. |
| Autozug                                       | AZ                                                  | bis 2016                   | -                                | internationaler Autoreisezug | Für gewöhnlich mit Schlaf- und Liegewagen. Im Verkehr nach Westerland (Sylt) noch als Sylt Shuttle plus mit Sitzwagen als BR 628 vorhanden. |
| Bayerische Oberlandbahn                       | BOB                                                 | bis 2020                   | Regionalbahn                     | Regionalverkehr in Bayern | Private Betreiber des Regionalverkehrs durften in der Anfangszeit eigene Zuggattungen verwenden. Seit 2012 werden im Regionalverkehr Zuggattungen privater Betreiber Bundesland für Bundesland auf Regionalbahn und Regionalexpress vereinfacht. |
| Beschleunigter Personenzug                    | BP                                                  | 1922–1928                  |                                  | zuschlagfreier Fernreisezug mit Abteilwagen | |
| Bayerische Regiobahn                          | BRB                                                 | bis 2020                   | Regionalbahn                     | Regionalverkehr in Bayern | Private Betreiber des Regionalverkehrs durften in der Anfangszeit eigene Zuggattungen verwenden. Seit 2012 werden im Regionalverkehr Zuggattungen privater Betreiber Bundesland für Bundesland auf Regionalbahn und Regionalexpress vereinfacht. |
| cantus                                        | CAN                                                 | bis 2015                   | Regionalbahn und Regionalexpress | Regionalverkehr in Hessen und Thüringen | Private Betreiber des Regionalverkehrs durften in der Anfangszeit eigene Zuggattungen verwenden. Seit 2012 werden im Regionalverkehr Zuggattungen privater Betreiber Bundesland für Bundesland auf Regionalbahn und Regionalexpress vereinfacht. |
| City-Bahn                                     | CB                                                  | 1989–1995                  | SE                               | Nahverkehr im Takt mit modernisierten n-Wagen | Mittlerweile verkehrt unter dem Begriff „City-Bahn“ die City-Bahn Chemnitz. |
| City Night Line                               | CNL                                                 | 2007–2016                  | -                                | betrieben durch City Night Line CNL AG, Nachtzug in D, A, CH, DK, NL                                                                                         | internationaler Nachtzug mit Luxus-Schlafabteilen, gewöhnlichen Schlafwagen und „Schlafsesseln“ |
| Durchgangszug                                 | D                                                   | 1892–?                     |                                  | hochwertiger Fernverkehr oberhalb des Schnellzugs | ausschließlich aus Durchgangswagen gebildet |
| Schnellzug des Intercity-Ergänzungssystems    | DC                                                  | 1973–1978                  |                                  | Ergänzung zum D und IC | |
| Eilzug                                        | E                                                   | 1902–1995                  | RE                               | schnelle Verbindung im Nahverkehr mit Halt auf größeren Stationen                                                                                            | diente teilweise als günstiger Fernverkehr ohne Zuschlag (vgl. Heckeneilzug und SWT), bei der AVG für saisonale Züge des Felsenland-Express |
| Erfurter Bahn / Erfurter Bahn Express         | EB / EBx                                            | bis 2020                   | Regionalbahn und Regionalexpress | Regionalverkehr in Thüringen, Sachsen und Sachsen-Anhalt | Private Betreiber des Regionalverkehrs durften in der Anfangszeit eigene Zuggattungen verwenden. Seit 2012 werden im Regionalverkehr Zuggattungen privater Betreiber Bundesland für Bundesland auf Regionalbahn und Regionalexpress vereinfacht. |
| Städteexpress / Interexpress                  | Ex / IEx                                            | 1976–1991 bzw. 1986–1991   | ICE, IC, IR, RE                  | Nationaler und internationaler Fernreisezug mit wenigen Halten in der DDR                                                                                    | verband die meisten Bezirksstädte und die Metropolen im Bereich von PKP, ČSD und MÁV mit Berlin, zuschlagspflichtig. Zuggattung Express auch in Österreich.                                                                                      |
| ExpoExpress                                   | EXE                                                 | 2000                       |                                  | Sonderzüge der DB zur Zeit der Expo 2000 | zusätzliche Intercity-Express-Züge |
| Fernschnellzug                                | FD, ab 1951 F, Rheingold zwischen 1928 und 1936 FFD | 1921 – 1940, 1946 – 1971   | IC                               | nationaler und internationaler Fernverkehrszug gehobenen Komforts                                                                                            | |
| Fern-Express                                  | FD                                                  | 1983–1993                  | IC, IR                           | nationaler und internationaler Fernreisezug, bevorzugt für den Urlaubsverkehr                                                                                | |
| Harz-Elbe-Express                             | HEX                                                 | bis 2018                   | Regionalbahn und Regionalexpress | Regionalverkehr in Sachsen-Anhalt und Niedersachsen | Private Betreiber des Regionalverkehrs durften in der Anfangszeit eigene Zuggattungen verwenden. Seit 2012 werden im Regionalverkehr Zuggattungen privater Betreiber Bundesland für Bundesland auf Regionalbahn und Regionalexpress vereinfacht. |
| Hamburg-Köln-Express                          | HKX                                                 | 2012–2017                  | FLX                              | Privater Fernverkehr zwischen Köln, Essen, Münster, Osnabrück und Hamburg; Betrieb bis Dezember 2015 durch Transdev, anschließend durch BahnTouristikExpress | Regionalverkehr (tariflich) 1. Februar 2015–31. August 2016, danach wieder rein eigenwirtschaftlich; seit 23. März 2018 Betrieb durch BahnTouristikExpress für die FlixMobility-Gruppe                                                           |
| Hessische Landesbahn                          | HLB                                                 | bis 2018                   | Regionalbahn und Regionalexpress | Regionalverkehr in Hessen und Nordrhein-Westfalen | Private Betreiber des Regionalverkehrs durften in der Anfangszeit eigene Zuggattungen verwenden. Seit 2012 werden im Regionalverkehr Zuggattungen privater Betreiber Bundesland für Bundesland auf Regionalbahn und Regionalexpress vereinfacht. |
| Interregio                                    | IR                                                  | 1988–2007                  | IC, IRE, RE                      | nationaler Fernzug mit mehr Halten | geringerer Zuschlag als IC/ICE |
| Leichter Personenzug                          | Leip                                                | Zwischenkriegszeit         |                                  | Personenzug | |
| Locomore                                      | LOC                                                 | Dezember 2016 – April 2017 | FLX                              | Privater Fernverkehr zwischen Stuttgart, Heidelberg, Frankfurt(Main), Kassel, Göttingen, Hannover und Berlin; Betreiber Hector Rail;                         | Wiederaufnahme des Betriebs ab August 2017 durch Leo Express für die FlixMobility-Gruppe |
| Lausitz-Express                               | LX                                                  | Dez. 2004 bis Dez. 2008    |                                  | Durch Transdev Regio Ost betriebener Fernverkehr | |
| Messe-Intercity                               | M                                                   | 1972–1975                  |                                  | nur 1. Klasse, IC-Zuschlag erforderlich, nur anlässlich der Hannover-Messe                                                                                   | Direkt bis Bahnhof Hannover-Messe verkehrend, damals ein Kopfbahnhof auf dem Messegelände |
| Messe-Schnellzug                              | M                                                   | 1976–1992                  |                                  | nur 1. Klasse, nur anläßlich der Hannover-Messe | Direkt bis Bahnhof Hannover-Messe verkehrend, damals ein Kopfbahnhof auf dem Messegelände |
| MERIDIAN                                      | M                                                   | bis 2020                   | Regionalbahn                     | Regionalverkehr in Bayern | Private Betreiber des Regionalverkehrs durften in der Anfangszeit eigene Zuggattungen verwenden. Seit 2012 werden im Regionalverkehr Zuggattungen privater Betreiber Bundesland für Bundesland auf Regionalbahn und Regionalexpress vereinfacht. |
| Metropolitan Express Train                    | MET                                                 | 1997–2004                  | ICE                              | Fernzug zwischen Hamburg und Köln, nur erste Klasse, primär für Geschäftsleute                                                                               | MET-Wagenmaterial fuhr von 2011 bis 2021 als ICE mit erster und zweiter Wagenklasse |
| Nahverkehrszug                                | (in Fahrplänen immer ohne Kürzel)                   | 1969–1994                  | RB                               | Grundversorgung, Halt an jeder Station | Nachfolger des Personenzuges bei der DB ab 1969 |
| Nahschnellverkehrszug                         | N                                                   | 1951–1976                  | Nahverkehrszug                   | Grundversorgung, Halt -nicht- an jeder Station | |
| DB NachtZug                                   | NZ                                                  | bis 2007                   | CNL                              | Vorwiegend nationaler Nachtzug in Deutschland | mit Sitz- und Schlaf- und/oder Liegewagen |
| Ostdeutsche Eisenbahn                         | OE                                                  | bis 8. Dez. 2012           | Regionalbahn und Regionalexpress | Regionalverkehr in Brandenburg, Sachsen-Anhalt und Berlin | Private Betreiber des Regionalverkehrs durften in der Anfangszeit eigene Zuggattungen verwenden. Seit 2012 werden im Regionalverkehr Zuggattungen privater Betreiber Bundesland für Bundesland auf Regionalbahn und Regionalexpress vereinfacht. |
| Oberpfalzbahn                                 | OPB                                                 | bis 2020                   | Regionalbahn                     | Regionalverkehr in Bayern | Private Betreiber des Regionalverkehrs durften in der Anfangszeit eigene Zuggattungen verwenden. Seit 2012 werden im Regionalverkehr Zuggattungen privater Betreiber Bundesland für Bundesland auf Regionalbahn und Regionalexpress vereinfacht. |
| Personenzug                                   | P (in Fahrplänen immer ohne Kürzel)                 | bis 1992 (DR)              | N                                | Grundversorgung, Halt an jeder Station | Bei der Deutschen Bundesbahn nur bis 1969 gebräuchlich. |
| Ruhrschnellverkehr                            | R                                                   | 1932–1939, 1948–1951       |                                  | Nahverkehr im Ruhrgebiet | mit Taktfahrplan und zuschlagfrei |
| Regionalschnellbahn                           | RSB                                                 | 1987–1994                  | RE, SE                           | Ergänzung der Eilzüge | |
| Städteschnellverkehr                          | S                                                   | 1960–1989                  |                                  | | |
| Stadt-Express                                 | SE                                                  | bis 2018                   | Regionalbahn und Regionalexpress | Nahverkehrszug, Zwischenstufe zwischen Regionalbahn und Regionalexpress                                                                                      | kein Halt auf Streckenabschnitten innerhalb von Ballungsräumen, auf denen Parallelverkehr mit anderen Linien (z. B. S-Bahn) bestand |
| Süd-Thüringen-Bahn                            | STB / STx                                           | Bis 2020                   | Regionalbahn und Regionalexpress | Regionalverkehr in Thüringen | Private Betreiber des Regionalverkehrs durften in der Anfangszeit eigene Zuggattungen verwenden. Seit 2012 werden im Regionalverkehr Zuggattungen privater Betreiber Bundesland für Bundesland auf Regionalbahn und Regionalexpress vereinfacht. |
| Triebwagen mit beschränkter Gepäckbeförderung | TbG                                                 | 1928 – ?                   |                                  | Nahverkehr | |
| Triebwagen ohne Gepäckbeförderung             | ToG                                                 | 1928 – ?                   |                                  | Nahverkehr | insbesondere Wittfeld-Akkumulatortriebwagen |
| UrlaubsExpress                                | UEx                                                 | 1998 – 2007                | IC                               | Saisonzüge der DB AutoZug GmbH | |
| Vogtland-Express                              | VX                                                  | Juni 2005 – Okt. 2012      |                                  | von Vogtlandbahn betriebener Fernverkehr | |
| Waldbahn                                      | WBA                                                 | Bis 2020                   | Regionalbahn                     | Regionalverkehr in Bayern | Private Betreiber des Regionalverkehrs durften in der Anfangszeit eigene Zuggattungen verwenden. Seit 2012 werden im Regionalverkehr Zuggattungen privater Betreiber Bundesland für Bundesland auf Regionalbahn und Regionalexpress vereinfacht. |
| InterConnex                                   | X                                                   | 01.03.2002 – 13.12.2014    |                                  | von Transdev betriebener Fernverkehr | entsprach dem Interregio |

In den 1950er und 1960er Jahren gab es bei der Deutschen Bundesbahn folgende Einteilung:
- Fernschnellzug (F) / Fernschnelltriebwagen (Ft)
- Schnellzug (D) / Schnelltriebwagen (Dt)
- Eilzug (E) / Eiltriebwagen (Et) / Eilschienenomnibus (Eto)
- Eilzug für Berufsverkehr (Eb) / Eiltriebwagen für Berufsverkehr (Etb) / Eilschienenomnibus für Berufsverkehr (Etob) /
- Städteschnellverkehrszug (S) / Städteschnellverkehrs-Triebwagen (St) / Städteschnellverkehrs-Schienenomnibus (Sto)
- Nahschnellverkehrszug (N) / Nahschnellverkehrs-Triebwagen (Nt) / Nahschnellverkehrs-Schienenomnibus (Nto)
- Personenzug (P) / Triebwagen (Pt) / Schienenomnibus (Pto)
- Personenzug für Berufsverkehr (Pb) / Triebwagen für Berufsverkehr (Ptb) / Schienenomnibus für Berufsverkehr (Ptob)

##### Spezialzüge für Streitkräfte

###### Erster Weltkrieg
- Militärurlauberzug (Muz)[5]

###### Zweiter Weltkrieg
- Eilzug mit Wehrmachtsteil (SFE), ab dem 15. Dezember 1940: EmW[6]
- Fronturlauberzug (Fu) – Schnellzügen gleichgestellt[7] (bis 5. März 1940, dann: SF)
- Personenzug mit Wehrmachtsteil (SFP), ab dem 15. Dezember 1940: PmW[8]
- Schnellzug für Fronturlauber (SF), ab 5. März 1940, zuvor: Fu[9]
- Schnellzug mit Wehrmachtsteil (SFD), ab dem 15. Dezember 1940: DmW[10]
- Schnellzug für Fronturlauber mit [zivilem] Reiseverkehr (SFR), ab 15. Dezember 1940, zuvor: SF[11]
- Schnellzug für Heimattruppen (SH), ab 5. März 1940, zuvor: Wu[12]
- Wehrmachtsurlauberzug der Ersatzwehmacht (Wu)[13] (bis 5. März 1940, dann: SH)

###### Besatzungsmächte
- D-Zug für die US-Army (DUS) bei der DB: fahrplanmäßig verkehrender Schnellzug in der Trizone mit einzelnen Abteilen/Wagen für Zivilpersonen
- D-Zug für Zwecke des Militärs (Dm) bei der DB: Fahrplanmäßig verkehrender Schnellzug der US-amerikanischen, britischen (belgischen) und französischen Armee (auch kurz „Militärschnellzug“)
- Dienstbesatzerzug für die Westalliierten in Berlin (Db + Dbg): in West-Berlin und Transit durch die DDR
- Personenzug für die Besatzungsmächte (Pb + Pbt)[14]

#### Güterverkehr
- Durchgangsgüterzug (Dg)
entspricht weitgehend dem heutigen InterCargo-Zug
- Eilzug für den Post- und Expressgutverkehr (ExprE)
- Ganzzug, z. B. Erzzug (Gdg, Gag)
- Güterzug mit Personenbeförderung (GmP)
- Huckepackzug
„Rollende Landstraße“
- Nahgüterzug (Ng) (N bei der Deutschen Reichsbahn bis 1989)
- Postzug (Postz)
- Schnellzug für den Post- und Expressgutverkehr (ExprD)
- Übergabezug (Üg)

## Österreich

### Fernverkehr
| Produktname                      | Abkürzung | durchführendes EVU                                                                         | Aufgabengebiet | Bemerkungen |
| -------------------------------- | --------- | ------------------------------------------------------------------------------------------ | --- | --- |
| Railjet                          | RJ        | ÖBB, teilweise in Kooperation mit Bahnverwaltungen aus Nachbarstaaten: DB AG, SBB, MÁV, ČD | nationaler und internationaler Hochgeschwindigkeitszug mit Business-Klasse (aufpreispflichtig), First-Klasse und Economy-Klasse. | die Tschechische Staatsbahn hat sieben Garnituren übernommen, bespannt wird mit gemieteten Lokomotiven der ÖBB-Baureihe 1216               |
| Railjet xpress                   | RJX       | ÖBB, teilweise in Kooperation mit Bahnverwaltungen aus Nachbarstaaten: DB AG, SBB, ZSSK    | beschleunigter Railjet | |
| Intercity-Express                | ICE       | ÖBB, in Kooperation mit DB                                                                 | nationaler und internationaler Hochgeschwindigkeitszug                                                                           | in Österreich ausschließlich ICE T und ICE 4 (die DB hat 2006 drei Einheiten der Baureihe 411 an die ÖBB verkauft, dort als Baureihe 4011) |
| EuroCity                         | EC        | ÖBB, teilweise in Kooperation mit anderen Staatsbahnen                                     | internationaler Fernverkehrszug aus „Upgrade-Wagen“                                                                              | mobiler Bordservice |
| Intercity                        | IC        | ÖBB                                                                                        | nationaler Fernverkehrszug, teilweise Fernverkehrswagen anderer Bahngesellschaften                                               | wird schrittweise durch Railjet-Züge ersetzt                                                                                               |
| Interregio                       | IR        | ÖBB                                                                                        | nationaler Fernzug mit mehr Halten als IC-, EC-, D- oder RJ-Verbindungen                                                         | ab voraussichtlich 2025 |
| WESTbahn                         | WEST      | WESTbahn                                                                                   | nationaler Fernverkehrszug aus Elektrotriebwagen des Typs Stadler KISS                                                           | |
| EuroNight                        | EN        | andere Staatsbahnen                                                                        | nationaler und internationaler Nachtreisezug mit Schlaf- und Liegewagen, anderer Bahngesellschaften                              | als Nightjet-Partner vermarktet |
| Schnellzug                       | D         | ÖBB                                                                                        | nationaler oder internationaler Fernverkehrszug                                                                                  | zunehmend durch RJ und IC ersetzt |
| Nightjet                         | NJ        | ÖBB                                                                                        | nationaler und internationaler Nachtreisezug mit Schlaf- und Liegewagen                                                          | auch in Deutschland eigenwirtschaftlich durch die ÖBB betrieben                                                                            |
| Regiojet                         | RGJ       | Regiojet                                                                                   | internationaler Fernverkehrszug                                                                                                  | |
| Schnellzug für Reiseveranstalter | DRV       | RŽD, Noord West Express, andere EVU                                                        | internationaler Fernreisezug mit Liege- und (Luxus)schlafwagen, Turnuszüge                                                       | |
| SuperCity                        | SC        | ÖBB                                                                                        | beschleunigter Nationaler Fernzug, meist mit modernisierten Triebwagen der Rh. 4010, ehemalige Zuggattung von 1991 bis 1996      | wurde von EuroCity und InterCity abgelöst.                                                                                                 |

### Regionalverkehr
| Produktname             | Abkürzung | durchführendes EVU                               | Aufgabengebiet                                                                                                   | Bemerkungen |
| ----------------------- | --------- | ------------------------------------------------ | --- | --- |
| Regional-Express        | REX       | ÖBB, StB, Salzburg AG, Raaberbahn                | schnelle Nahverkehrszüge ohne Halt an allen Stationen, Taktverkehr                                               | früher als Eilzüge (E) oder Sprinter (SPR) |
| Cityjet xpress          | CJX       | ÖBB                                              | schnelle Nahverkehrszüge über Schnellfahrstrecken ohne Halt an allen Stationen, Taktverkehr                      | neue Bezeichnung für bisherige „REX mit dem PLUS“ Züge seit Fahrplanwechsel 2019                                                                   |
| Regionalzug             | R         | ÖBB, Stern & Hafferl, NÖVOG, StB, Salzburg AG    | Nahverkehrszüge mit Halt an (fast) allen Stationen, Taktverkehr                                                  | |
| RegioTram               | RT        | Stern & Hafferl                                  | Nahverkehrszüge mit Halt an allen Stationen, die Straßenbahn- und Eisenbahngleise befahren                       | Züge der Traunseetram, nur auf Zugzielanzeigern von Stern und Hafferl und ÖBB-Fahrplänen, in ÖBB Online-Fahrplanauskunft als Regionalzug angeführt |
| S-Bahn                  | S bzw. SB | ÖBB, Salzburg AG, StB, MBS, GKB, Stern & Hafferl | Nahverkehrszüge mit Halt an allen Stationen mit einigen Ausnahmen, in Ballungsgebieten, mit kurzen Taktabständen | S-Bahnen in Österreich |
| City Airport Train      | CAT       | City Air Terminal Betriebsgesellschaft m.b.H.    | Nonstop-Zugverbindung zwischen Wien Mitte und Flughafen Wien-Schwechat                                           | |
| Autoschleuse Tauernbahn | ASTB      | ÖBB                                              | Autotransportzug durch den Tauerntunnel                                                                          | |
| Erlebnisbahn            |           | ÖBB                                              | saisonale Züge mit teils historischem Wagenmaterial (seit 2003)                                                  | Betrieb eingestellt. |

## Schweiz
Stand: Fahrplan 2019/20

### Fernverkehr
| Produktname | Abkürzung Logo | durchführendes EVU                                     | Aufgabengebiet                                                               | Bemerkungen |
| --- | -------------- | ------------------------------------------------------ | ---------------------------------------------------------------------------- | --- |
| Hochgeschwindigkeitszug (de) Train à grande vitesse (fr) Treno ad alta velocità (it) Tren da gronda sveltezza (rm) | TGV ·          | SBB, in Kooperation mit SNCF                           | internationaler Hochgeschwindigkeitszug                                      | wartet gemäß SBB keine verspäteten Anschlusszüge ab, Fahrradbeförderung möglich                                                                                        |
| InterCityExpress                                                                                                   | ICE ·          | SBB, in Kooperation mit der DB                         | internationaler Hochgeschwindigkeitszug                                      | wartet gemäß SBB keine verspäteten Anschlusszüge ab, zum Teil Fahrradbeförderung                                                                                       |
| Railjet | RJX            | SBB, in Kooperation mit ÖBB                            | internationaler Fernverkehrszug                                              | wartet gemäß SBB keine verspäteten Anschlusszüge ab, Fahrradbeförderung reservierungspflichtig                                                                         |
| EuroCity | EC ·           | SBB, teilweise in Kooperation mit anderen Staatsbahnen | internationaler Fernverkehrszug, „Qualitätszug“                              | Seit 1987. Wartet i. d. R. keine verspäteten Anschlusszüge ab, Fahrradbeförderung möglich, Restaurant                                                                  |
| InterCity | IC ·           | SBB                                                    | nationaler Fernverkehrszug, schnelle Verbindung zwischen großen Zentren      | Seit 1982. Fahrradbeförderung möglich, klimatisierte Wagen. Hat zusätzlich Liniennummern.                                                                              |
| InterRegio | IR ·           | SBB, BLS, RhB, SOB, ZB                                 | nationaler Fernverkehrszug, schnelle Verbindung der Regionen und mit Zentren | Seit 1995. Fahrradbeförderung weitgehend möglich, i. d. R. klimatisierte Wagen und Verpflegungsmöglichkeit. Hat bei den SBB, der RhB und BLS zusätzlich Liniennummern. |

### Nachtverkehr
| Produktname | Abkürzung Logo | durchführendes EVU                               | Aufgabengebiet           | Bemerkungen                                                                                  |
| ----------- | -------------- | ------------------------------------------------ | ------------------------ | -------------------------------------------------------------------------------------------- |
| EuroNight   | EN ·           | SBB, in Kooperation mit anderen Bahnverwaltungen | internationaler Nachtzug | moderne Wagen, keine Fahrradbeförderung, Frühstück je nach Tarif möglich                     |
| Nightjet    | NJ ·           | ÖBB                                              | internationaler Nachtzug | Schlaf-, Liege- und Sitzwagen, teilweise Fahrradbeförderung, Frühstück je nach Tarif möglich |

### Regionalverkehr
| Produktname                                                                                              | Abkürzung Logo | durchführendes EVU                              | Aufgabengebiet                                                                           | Bemerkungen |
| --- | -------------- | ----------------------------------------------- | ---------------------------------------------------------------------------------------- | --- |
| RegioExpress                                                                                             | RE ·           | SBB, BLS, BDWM, RA, RBS, RhB, Thurbo, TPF, TILO | Schnelle Züge im Regionalverkehr                                                         | Seit 2004, davor Schnellzug. |
| Schnellzug (de) Train direct (fr) Treno diretto (it)                                                     | D bzw. SZ      | AB, FART                                        | schnelle Verbindung zwischen Regionen                                                    | SBB bis 2004, ging in die Gattungen IR und RE auf. 2017/18 noch bei AB und FART. |
| Regio | R ·            | SBB, RhB, weitere                               | Züge mit Halt an allen Stationen im Regionalverkehr                                      | Seit 2004, davor Regionalzug. |
| S-Bahn (de) RER (fr) Rete celere (it) Tren S (rm)                                                        | S ·            | SBB, BLS, Thurbo, RBS, weitere                  | schnelle Züge im Regional-, Nah- und Vorortsverkehr, in Ballungsräumen, kurze Taktzeiten | S-Bahn Aargau, S-Bahn Bern, S-Bahn Basel, S-Bahn Chur, RER Fribourg/Freiburg, Léman Express, S-Bahn Luzern, S-Bahn Schaffhausen, S-Bahn St. Gallen, S-Bahn Tessin, RER Vaud, Stadtbahn Zug, S-Bahn Zürich |
| S-Bahn Nachtlinie (de) RER Ligne de nuit (fr) Rete celere Linea notturna (it) Tren S lingia da notg (rm) | SN ·           | SBB, Thurbo, SZU, SOB, FW, AB, FB               | Nachtverkehr innerhalb der S-Bahn-Netze                                                  | mit Zuschlag |
| Interregio-Express                                                                                       | IRE ·          | DB Regio (Raum Basel, Schaffhausen)             | Rasch zwischen Regionen.                                                                 | |
| Regionalbahn                                                                                             | RB ·           | DB Regio (Raum Basel, Schaffhausen)             | Hält an allen Stationen.                                                                 | |
| Train express régional                                                                                   | TE2 ·          | SNCF (Raum Basel)                               | Rasch zwischen Regionen.                                                                 | |
| Train express régional                                                                                   | TER ·          | SNCF (Grenznaher Raum)                          | Rasch zwischen Regionen.                                                                 | |

### Weitere Zuggattungen
| Produktname                                                                                             | Abkürzung Logo | durchführende EVU  | Aufgabengebiet                                               | Bemerkungen |
| --- | -------------- | ------------------ | ------------------------------------------------------------ | --- |
| Zug ohne Gewähr (de) Train sans aucune garantie (fr) Treno senza garanzia (it) Tren senza garanzia (rm) | M ·            | Rigi-Bahnen        | Zug ohne Gewähr für Anschlüsse und Einhaltung des Fahrplans. | 2017/18: Einzig Züge 115 und 120 der Rigi Bahnen. Historisch waren M-Züge verbreiteter gewesen, u. a. bei den SBB etc.                                                                                     |
| Panorama Express                                                                                        | PE             | RhB, MGB, MOB, SBB | Touristischer Zug mit Panoramawagen                          | Seit Fahrplanwechsel 2018/2019 werden GEX und BEX als PE bezeichnet. Seit Fahrplanwechsel 2019/2020 gilt dies auch für die Golden-Pass, den Gotthard Panorama Express und die Centovalli-Bahn-Schnellzüge. |
| Extrazug                                                                                                | EXT            | diverse            | Ausserplanmässiger Zug                                       | |

### Ehemalige Zuggattungen
| Produktname                                                                                        | Abkürzung Logo | durchführendes EVU                               | Aufgabengebiet                                                          | Bemerkungen                                                                                               |
| -------------------------------------------------------------------------------------------------- | -------------- | ------------------------------------------------ | ----------------------------------------------------------------------- | --- |
| Glacier Express                                                                                    | GEX ·          | RhB / MGB                                        | Touristischer Zug mit Panoramawagen                                     | Mit dem Fahrplanwechsel 2018/2019 ersetzt durch PE.                                                       |
| Voralpen-Express                                                                                   | VAE ·          | SOB                                              | Touristischer Zug mit Halt an ausgewählten Orten.                       | Von Ende 2019 bis Mitte 2020 als PE, danach als IR bezeichnet.                                            |
| Bernina Express                                                                                    | BEX ·          | RhB                                              | Touristischer Zug mit Panoramawagen                                     | Mit dem Fahrplanwechsel 2018/2019 ersetzt durch PE.                                                       |
| InterCity-Neigezug (de) InterCity-pendulaire (fr) InterCity-pendolare (it) InterCity pendulin (rm) | ICN ·          | SBB                                              | nationaler Fernverkehrszug, schnelle Verbindung zwischen großen Zentren | 2001–2017. Fahrradbeförderung möglich, klimatisierte Wagen, Neigezüge, ging in die Gattung InterCity auf. |
| City Night Line                                                                                    | CNL ·          | SBB, in Kooperation mit anderen Bahnverwaltungen | internationaler Nachtzug                                                | |
| Rheintal-Express                                                                                   | RX             | SBB                                              | Schnellzug im St. Galler Rheintal                                       | 1995–2004, RX als Gattungsname 2004 aufgegeben (seither: RE)                                              |
| Regionalzug (de)                                                                                   | –              | SBB, andere                                      | Hält an allen Stationen                                                 | Bis 2004 (SBB). Ging in die Gattungen Regio auf.                                                          |
| Städteschnellzug                                                                                   | –              | SBB                                              | Vorläufer des InterCitys                                                | Bis 1982                                                                                                  |
| Trans-Europ-Express                                                                                | TEE            | SBB, andere                                      | Vorläufer des EuroCitys, nur 1. Klasse                                  | 1957–1987                                                                                                 |

## Belgien
Aktuelle Zuggattungen der Nationalen Gesellschaft der Belgischen Eisenbahnen (NMBS/SNCB):
| Produktname                          | Abkürzung | Aufgabengebiet                                                                                         | Bemerkungen               |
| ------------------------------------ | --------- | --- | ------------------------- |
| ICE (DB)                             | ICE       | In Zusammenarbeit mit DB nach Frankfurt Hbf                                                            |                           |
| Eurostar                             | EST       | London, Amsterdam, Paris, Aachen, Köln, Düsseldorf und Ruhrgebiet                                      |                           |
| TGV (SNCF)                           | TGV       | Lille, Lyon, Marseille, Montpellier, Rennes, Straßburg,                                                |                           |
| Nightjet (ÖBB)                       | NJ        | 3× wöchentlich nach Wien, Montag, Mittwoch und Freitag                                                 |                           |
| Good Night Train (European Sleeper)  | ES        | 3× wöchentlich nach Prag via Amsterdam (Montag, Mittwoch, Freitag; Ankunft Dienstag, Freitag, Sonntag) |                           |
| Intercity                            | IC        | Nationaler bzw. internationaler Zug, verbindet große Städte, Taktverkehr                               | oder dem euregioAIXpress  |
| Lokale trein Train local             | L         | Grundangebot im Nahverkehr, teilweise auch ins Ausland                                                 |                           |
| S-trein Train-S                      | S         | Grundangebot im Nahverkehr, nur im Großraum Brüssel, Antwerpen, Gent, Lüttich und Charleroi            | siehe S-Bahnen in Belgien |
| Piekuurtrein Train d'heure de pointe | P         | Verstärkerzüge zur Hauptverkehrszeit                                                                   |                           |
| EXTRA                                | EXTRA     | Zusatzzüge zur Küste oder andere touristische Gebiete                                                  |                           |
| Tourist (T)                          | T         | Extra Züge zu touristischen Bestimmungen                                                               |                           |
| EXP (Kust Express)                   | EXP       | Extra Züge zur Küste in den Sommermonaten                                                              |                           |

### Ehemalige Zuggattungen
| Produktname | Abkürzung | Aufgabengebiet                                                                            | Bemerkungen |
| ----------- | --------- | ----------------------------------------------------------------------------------------- | --- |
| Interregio  | IR        | Nationaler bzw. internationaler Zug, verband größte Städte und Mittelzentren, Taktverkehr | zum 14. Dezember 2014 eingestellt                                                                                |
| CityRail    | CR        | Grundangebot im Nahverkehr, nur im Großraum Brüssel                                       | S-Bahnvorlaufbetrieb in und um Brüssel, zum 9. Dezember 2012 eingestellt, erst ab Dez. 2015 durch S-Züge ersetzt |
| IZY         | IZY       | frühere billig Ableger von Thalys                                                         | bis 2022 |
| Thalys      | THA       | Hochgeschwindigkeitsverkehr zwischen Paris, Brüssel, Köln und Ruhrgebiet                  | Verbindungen seit 2023 übernommen durch Eurostar                                                                 |

## Bulgarien
Zuggattungen der Bulgarische Staatseisenbahn (BDZ)
| Name                                                                       | Abkürzung (kyrillisch) | Aufgabengebiet | Bemerkungen                 |
| -------------------------------------------------------------------------- | ---------------------- | --- | --------------------------- |
| Regionaler Personenzug (Крайградски пътнически влак)                       | КПВ                    | Nahverkehr, hält an allen Stationen, verbindet Großstädte mit dem Umland, Laufweg bis 100 Kilometer                               | entspricht der S-Bahn       |
| Gemischter Zug (Смесен влак)                                               | СВ                     | Inlandszug, führt Personen- und Güterwagen und hält an allen Stationen und Haltestellen                                           | nicht mehr in Verwendung    |
| Personenzug (Пътнически влак)                                              | ПВ                     | Inlandszug, hält an allen Stationen, Laufweg über 100 Kilometer                                                                   |                             |
| Schnellzug (Бърз влак)                                                     | БВ                     | Inlandszug, verbindet die großen Städte, hält nur an wichtigeren Stationen                                                        |                             |
| Schnellzug, reservierungspflichtig (Бърз влак със задължителна резервация) | БВЗР, R, RБВ           | Inlandszug, verbindet die größten Städte, hält nur an den wichtigsten Stationen, reservierungspflichtig                           | ehemalige Expresszüge       |
| Expresszug (Експресен влак)                                                | ЕВ                     | Inlandszug, verbindet die großen Städte und hält nur an die wichtigsten Stationen, Durchschnittsgeschwindigkeit mehr als 100 km/h | zurzeit nicht in Verwendung |
| Internationaler Schnellzug (Международен бърз влак)                        | МБВ                    | Internationaler Zug, wie Schnellzug, aber grenzüberschreitend ins Ausland bzw. aus dem Ausland                                    |                             |

## Dänemark
- InterCityLyn (ICL): nationale Schnellzüge mit weniger Zwischenhalten als ein InterCity
- InterCity (IC): nationale Schnellzüge
- EuroCity (EC): internationaler Fernverkehr zwischen Kopenhagen und Hamburg
- Regionaltog (Re): Regionalzug der Danske Statsbaner
  - RA und RX: Regionalzug der GoCollective A/S (ehemals Arriva Danmark)
  - RE: Regionalzug der Nordjyske Jernbaner
  - MJ: Regionalzug der Midtjyske Jernbaner
- Lokaltog (L): Regionalzug der Lokaltog A/S
- S-tog (S): S-Bahn-Netz in und um Kopenhagen

## Frankreich
Zuggattungen der Société nationale des chemins de fer français (SNCF):

### Hochgeschwindigkeitsverkehr
- TGV/inOui: Hochgeschwindigkeitszug, auch Züge nach Belgien, Spanien, Luxemburg und Süddeutschland
- Ouigo: Billigmarke für den TGV-Verkehr
- TGV Lyria: Hochgeschwindigkeitszug in die Schweiz
- TGV France Italie: Hochgeschwindigkeitszug nach Italien
- eurostar: Hochgeschwindigkeitszug nach Großbritannien, Belgien, Nordrhein-Westfalen und in die Niederlande
- Intercity-Express: Hochgeschwindigkeitszug nach Deutschland

### Fernverkehr
- Intercités: nationale Fernzüge, teilweise reservierungspflichtig, teilweise mit Corail-Wagen

### Nahverkehr
- Réseau Express Régional (RER): S-Bahn in Paris und Umgebung
- Transilien: Nahverkehr in der Region Île-de-France
- Transport express régional (TER): Nahverkehr in den Regionen außerhalb der Île-de-France

### Nachtverkehr
- Intercités de nuit: Inlandsnachtreisezüge, Liegewagen erster und zweiter Klasse und Ruhesesselwagen
- Nightjet: Nachtzugangebot der ÖBB von Paris nach Berlin und Wien

### Ehemalige Zuggattungen
- Talgo: Tagesreisezug nach Spanien
- Téoz: Fernzug mit modernisierten Wagen, reservierungspflichtig
- Corail: Fernzug mit Corail-Wagen
- Corail Intercités: Fernzug mit Corail-Wagen
- Thalys: Hochgeschwindigkeitszug nach Belgien, Deutschland und in die Niederlande (Verbindungen übernommen durch eurostar)
- EuroCity: internationaler Fernverkehr
- Elipsos: Nachtreisezüge nach Spanien, Talgo-Garnituren mit Schlaf- und Ruhesesselwagen
- Thello: Nachtreisezüge nach Italien, Schlaf- und Liegewagen

## Großbritannien
Zugverbindungen werden üblicherweise durch unterschiedliche Betreibergesellschaften unterschieden, z. B. Avanti West Coast für Schnellzüge und West Midlands Trains für Regionalzüge auf der West Coast Main Line.

## Italien
Zuggattungen der Trenitalia, Tochtergesellschaft der Ferrovie dello Stato Italiane (FS):

### Fernverkehr
| Produktname    | Abkürzung | Aufgabengebiet                     | Bemerkungen |
| -------------- | --------- | ---------------------------------- | --- |
| Frecciarossa   | FR        | nationaler Hochgeschwindigkeitszug | reservierungspflichtig, verbindet wichtige Großstädte über Schnellfahrstrecken, mit Speisewagen bzw. Am-Platz-Service in der ersten Klasse                |
| Frecciargento  | FA        | nationaler Hochgeschwindigkeitszug | reservierungspflichtig, verbindet wichtige Großstädte über Schnellfahr- oder Bestandsstrecken, mit Speisewagen bzw. Am-Platz-Service in der ersten Klasse |
| Frecciabianca  | FB        | nationaler Fernzug                 | reservierungspflichtig, mit Speisewagen bzw. Am-Platz-Service in der ersten Klasse. Abgesagt ab 2023                                                      |
| Intercity      | IC        | nationaler Fernzug                 | reservierungspflichtig, meist ohne Gastronomie nur Mini-Bar-Service                                                                                       |
| EuroCity       | EC        | internationaler Fernzug            | reservierungspflichtig. |
| InterCityNotte | ICN       | nationaler Nachtreisezug           | reservierungspflichtig, Schlaf- und Liegewagen |
| EuroNight      | EN        | internationaler Nachtreisezug      | Schlaf- und Liegewagen, Speisen und Getränke beim Betreuer erhältlich, Fahrzeugqualität international vorgegeben                                          |

### Nahverkehr
| Produktname                        | Abkürzung   | Aufgabengebiet                                                                                   | Bemerkungen                                            |
| ---------------------------------- | ----------- | ------------------------------------------------------------------------------------------------ | ------------------------------------------------------ |
| Regionale Veloce                   | RV oder RGV | schnelle Regionalzüge, lange Strecken, wenige Halte                                              |                                                        |
| RegioExpress                       | RE          | schnelle Regionalzüge, lange Strecken, wenige Halten. Kategorie verwendet von Trenord, SAD, TILO |                                                        |
| Malpensa Express                   | MXP         | schnell Zugverbindung zwischen Mailand Hauptbahnhof/Mailand Cadorna                              | Verwendet nur von Trenord                              |
| Regionale                          | R oder REG  | Nahverkehrszug mit Halt an (fast) allen Stationen                                                | in Südtirol als Regionalzug bezeichnet                 |
| Metropolitano                      | MET         | Pendlerzug ähnlich der S-Bahn. Kategorien verwendet von Trenitalia                               | Nur in S-Bahn Neapel                                   |
| Suburbano                          | S           | Pendlerzug ähnlich der S-Bahn. Kategorie verwendet von Trenord, TILO                             | Nur in S-Bahn Mailand und S-Bahn Tessin                |
| Servizio Ferroviario Metropolitano | SFM         | Pendlerzug ähnlich der S-Bahn. Kategorie verwendet von Trenitalia                                | Nur in S-Bahn Turin                                    |
| Accellerato                        | ACC         | schnell Pendlerzug. Kategorie verwendet von EAV                                                  | Nur in S-Bahn Neapel                                   |
| Diretto                            | D           | Eilzug. Kategorie verwendet heute nur mehr von SSIF und EAV                                      | Nur in S-Bahn Neapel und Eisenbahn Locarno-Domodossola |
| Direttissimo                       | DD          | Schnellzug. Kategorie verwendet heute nur mehr von EAV                                           | Nur in S-Bahn Neapel                                   |

### Ehemalige Zuggattungen
- Intercity Plus: Fernverkehrszug mit modernisiertem Wagenmaterial
- Espresso: Fernverkehrszug, als Nacht-, Urlaubs- oder Entlastungszug
- Interregionale (IR): Fernverkehrszug mit häufigeren Halten
- Eurostar Italia: Nationale Hochgeschwindigkeitszüge, heute als Le Frecce unterwegs.

## Niederlande
- Eurostar: Hochgeschwindigkeitszug zwischen Amsterdam und London bzw. Paris.
- ICE International: Hochgeschwindigkeitszug zwischen Amsterdam, Köln, Frankfurt a. M. und Basel, hält nur in Utrecht und Arnhem
- Eurocity Direct: internationaler Hochgeschwindigkeitszug auf der HSL Zuid von Amsterdam Zuid nach Bruxelles-Midi/Brussel-Zuid
- Intercity: nationaler oder internationaler Zug, verbindet größere Bahnhöfe, auf Strecken mit wenig Zugverkehr häufigere Halte, seit 2011 Übernahme der Aufgaben von Schnellzügen (IRE)
- Sprinter: Halt an allen Bahnhöfen
- Sneltrein: alle Nicht-NS-Züge die an größeren Bahnhöfe halten
- Stoptrein: Nicht-NS-Züge die an allen Bahnhöfen halten

## Norwegen
- X 2000, SJ 3000: Hochgeschwindigkeitszug im Verkehr zwischen Oslo und Schweden
- SJ Intercity: Schnellzug zwischen Narvik und Schweden
- NSB Regiontog: Schnellzug auf Mittel- bis Fernstrecken (auch im Nachtverkehr)
- NSB Lokaltog: Nahverkehrszug mit Halt in allen Bahnhöfen
- Flytoget: Flughafenschnellzug auf der Gardermobanen
- Flåmsbana: Zug auf der Strecke Myrdal–Flåm

## Polen
Zuggattungen der Polskie Koleje Państwowe (PKP) und Przewozy Regionalne:
- EuroCity (EC): internationaler Qualitätszug, wichtigste Fernverkehrsstrecken
- Express (Ex): nationaler Expresszug, wichtigste Fernverkehrsstrecken, reservierungspflichtig
- Express InterCity (EIC): wie Express, mit modernisiertem Wagenmaterial
- Twoje Linie Kolejowe (TLK, ehemals Pospieszny): nationaler Schnellzug, reservierungspflichtig in erster Klasse
- InterRegio (IR): Schnellzug mit höherer Haltedichte
- Regioekspres (RE): wie InterRegio, mit modernisiertem Wagenmaterial
- Regio (ehemals Osobowy): Nahverkehrszug
- PKP Szybka Kolej Miejska w Trójmieście, Szybka Kolej Miejska w Warszawie: S-Bahn in der Dreistadt bzw. Warschau

## Portugal
Zuggattungen der Comboios de Portugal (CP):
- Alfa Pendular (AF): Hochgeschwindigkeitszug mit Neigetechnik, verbindet wichtige Städte
- Intercidades (IC): nationaler Fernverkehrszug auf Hauptstrecken
- Internacional (IN): internationaler Fernverkehrszug
- InterRegional (IR): Regionalverkehrszug, längere Strecken, wenige Halte
- Regional (R): Regionalverkehrszug, viele Halte
- Urbano / Suburbano: Nahverkehrszüge, Halt an allen Stationen

## Schweden
Zuggattungen der SJ AB:
- X 2000: Schnelltriebzug mit Neigetechnik
- SJ 3000: Schnelltriebzug
- SJ Intercity: Schnellzug im Tagesfernverkehr
- SJ Nattåg: Nachtschnellzug mit Schlaf- und Liegewagen
- SJ Regional: Eilzug auf mittleren Strecken

Zuggattungen weiterer Betreiber:
- Arlanda Express: Flughafenschnellzug
- Länstrafik: Regional organisierter Nahverkehr, enthält auch regionale Bus- und Schifffahrtslinien, Züge halten im Regelfall an allen Haltestellen
- Blå Tåget: Privater „klassischer“ Tagesfernverkehr Göteborg – Alingsås – Skövde – Hallsberg – Stockholm – Uppsala mit Speisewagen[21]
- Snälltåget (Gesellschaft): Privater Tages- und Nachtfernverkehr, auch nach Deutschland in Zusammenarbeit mit Georg Verkehrsorganisation

## Spanien
Zuggattungen der Renfe:
- Alta Velocidad Española (AVE): Hochgeschwindigkeitszug
- Avlo: Niedrigpreis-Hochgeschwindigkeitszug
- Alvia: Fernverkehrstriebzug mit Spurwechsel
- Euromed: Fernverkehrstriebzug
- Talgo: Talgo-Garnitur, Tagesverkehr auf Breitspur
- Trenhotel: Talgo-Nachtreisezug
- Avant: Kurzstreckenzug auf Schnellfahrstrecken
- Intercity: Triebzug auf längeren Mittelstrecken
- Regional Exprés: Regionalzug, wenige Halte
- Regional: Regionalzug
- Cercanías: Pendlerzug in Ballungsräumen
- Cercanías AM: Pendlerzug auf Schmalspurstrecken
- Rodalies: Pendlerzug in Katalonien

Zuggattungen anderer Gesellschaften:
- Ouigo España: Niedrigpreis-Hochgeschwindigkeitszug (durchgeführt von der SNCF)
- Iryo: Hochgeschwindigkeitszug (durchgeführt von ILSA, einem Joint Venture von Trenitalia und Air Nostrum)

## Tschechien
Zuggattungen der České dráhy (ČD):
- SuperCity Pendolino (SC): Qualitätszug mit Neigetechnik-Triebwagen, reservierungspflichtig
- Railjet (RJ): internationaler Qualitätszug
- EuroCity (EC): internationaler Qualitätszug
- Intercity (IC): nationaler Qualitätszug
- Express (Ex): Schnellzug, zuschlagfrei
- Rychlík vyšší kvality (Rx): Schnellzug, modernisierte Wagen oder neue Triebzüge ČD-Baureihe 660
- Rychlík (R): langsamer Schnellzug, teilweise lange Laufwege
- Spěšný vlak (Sp): Eilzug
- Osobní vlak (Os): Nahverkehrszug

## Ungarn
| Zuggattung                 | Abkürzung | Signal / Logo          | Merkmale |
| Railjet Express            | RJX       | Xpress                 | Verkehrt auf der Strecke Budapest - Györ - Wien - (München). Internationaler Hochgeschwindigkeitszug mit Bordrestaurant.                                                                                         |
| EuroCity                   | EC        | EuroCity               | Grenzüberschreitender Fernzug im Tagverkehr. |
| EuroNight                  | EN        | EuroNight              | Grenzüberschreitender Fernzug im Nachtverkehr. |
| InterCity                  | IC        | InterCity (Österreich) | Fernzug im Taktverkehr. Teilweise mit Bordrestaurant. |
| Expresszvonat              | Ex        | (folgt)                | Nationaler Fernzug. |
| Gyorsvonat (Schnellzug)    | Gy        | (folgt)                | Entspricht dem Schnellzug. Derzeit zwei Verbindungen: - Gy Corvin: Wien-Budapest-Cluj - Gy Dacia: Wien-Budapest-Bukarest                                                                                         |
| InterRegio                 | IR        | (folgt)                | Hochwertiger Schnellzug. InterRegios bieten einen Basis-Fernverkehr für die Regionen. Zum Einsatz kommen Siemens Desiro Classic, Stadler KISS als auch Reisezugwagen wie z. B. die ehem. lange Schlieren der ÖBB |
| Sebesvonat (Eilzug)        | S         | (folgt)                | Entspricht dem Regionalexpress. |
| Zónázó vonat (Zonenzug)    | Z         | (folgt)                | Budapester Vorortezug, der in der „Außenzone“ an allen Stationen hält aber in der „Innenzone“ nur am Endbahnhof.                                                                                                 |
| Személyvonat (Personenzug) | Sz        | (folgt)                | Hält an allen Stationen. |
| EuRegio                    | ER        | (folgt)                | Internationaler Nahverkehrszug. |

## Ehemaliges Jugoslawien
Zuggattungen der Nachfolgegesellschaften der Jugoslovenske Železnice (JŽ):
- EuroCity: internationaler Qualitätszug
- Intercity: nationaler oder internationaler Fernzug
- Intercity nagibni: Neigezug der kroatischen Eisenbahnen
- Intercity Slovenjia: Neigezug der slowenischen Eisenbahnen, Platzreservierung obligatorisch
- Poslovni voz/vlak: Intercity-ähnlicher Schnellzug, meist nur erste Klasse
- Mednarodni vlak: internationaler Schnellzug
- Brzi voz/vlak: nationaler oder internationaler Schnellzug, Fernverkehrsstrecken
- Zeleni vlak: ehemalige slowenische Schnelltriebwagenverbindungen, auch ins Ausland
- Ubrzani vlak, Regionalni vlak: Eilzug
- Putnički voz/vlak, Lokalni voz, Lokalni promet, Lokalni potniški vlak: Regionalzug, Halt in allen Stationen, oft Triebwagen, nur zweite Klasse

## Ehemalige Sowjetunion
- Passaschirski (пассажирский): Schnellzug, meist nur Schlafwagen, reservierungspflichtig
- Elektro-/Diesel-Pojesd powyschennoj komfortnosti (электро-/дизель-поезд повышенной комфортности): beschleunigter Personenzug, teilweise auch erste und zweite Klasse, teilweise reservierungspflichtig
- Elektro-/Diesel-Pojesd (электро-/дизель-поезд): Nahverkehr, nur dritte Klasse

## Grenzüberschreitender Verkehr in Europa
Zu folgenden zuvor schon genannten Zuggattungen verkehren Züge grenzüberschreitend in mehreren europäischen Staaten.

### Hochgeschwindigkeitsverkehr
- Alta Velocidad Española (AVE): Barcelona – Toulouse, Barcelona – Lyon und Madrid – Marseille, betrieben von Elipsos, einem Gemeinschaftsunternehmen von Renfe und SNCF
- Eurostar, Großbritannien, Frankreich, Belgien, Deutschland, Niederlande
- Intercity-Express (ICE), Deutschland weiter in die Niederlande und Schweiz, nach Österreich, Frankreich, Belgien, Großbritannien und Dänemark
- railjet, Österreich, Ungarn, Deutschland, Schweiz, Tschechische Republik
- Train à Grande Vitesse (TGV), Frankreich weiter in die Schweiz und nach Deutschland, Luxemburg, Italien und Spanien
- SJ X2, Schweden, Verbindungen nach Dänemark.

### Fernverkehr
- Cisalpino CIS: ehemalige Marke des Schnellverkehrs zwischen der Schweiz und Italien, Wagenmaterial und Personal wurde zu gleichen Teilen von den SBB und der FS übernommen. Die Verbindungen werden als EuroCity weiter betrieben.
- EuroCity (EC): internationaler Qualitätszug, verkehrt zwischen mehreren europäischen Ländern, oft in den Taktfahrplänen der nationalen Intercity-Linien integriert
- Internacional (IN), Portugal (nach Spanien?)

### Ehemalige Zuggattungen
- Luxuszug (L): Züge mit höchstem Komfort
- Trans-Europ-Express (TEE): ehemaliger internationaler Fernverkehrszug mit gehobenem Komfort
- EURegio (ER): grenzüberschreitender Regionalzug (ÖBB, 2002–2009)
- Interexpress (IEx): internationaler Fernreisezug mit wenigen Halten, nur DDR, Polen, Ungarn, Tschechoslowakei
- ÖBB-EuroCity (O-EC): nationaler Fernzug (ÖBB, 2001–2011)
- ÖBB-InterCity (O-IC): nationaler Fernzug (ÖBB, 2001–2013)
- Regio-S-Bahn (RSB): S-Bahn Wien ohne Halt in bestimmten Streckenabschnitten (ÖBB, 2005–2010)
- Sprinter (SPR): Nahverkehrszug mit wenigen Halt, abgelöst vom RegionalExpress (REX) (ÖBB, 2002–2006)

## Afrika

### Tansania
Die Tanzania Railways Corporation bietet auf ihrem Meterspur-Netz folgende Zuggattungen im Personenverkehr an:
- Deluxe Train (englisch; Swahili Treni ya Deluxe ‚Deluxe-Zug‘): führt Schlafwagen der 2. Klasse, Sitzwagen der 2. und 3. Klasse und Speisewagen mit Wagenübergängen, ausgestattet mit WLAN und Steckdosen
- Ordinary Train (englisch; Swahili Treni ya Ordinary ‚gewöhnlicher Zug‘): führt Schlafwagen der 1. und 2. Klasse, Sitzwagen der 2. und 3. Klasse und Speisewagen
- Commuter Train (englisch; Swahili Treni ya Mjini ‚gewöhnlicher Zug‘): verkehrt zu den Hauptverkehrszeiten morgens und abends an allen Arbeitstagen im Stadtgebiet von Daressalam

Auf dem Normalspur-Netz verkehren folgende Zuggattungen:
- Royal Express: hält nicht an allen Stationen, Wagenklassen Royal und Business
- Express: hält nicht an allen Stationen, Wagenklassen Royal, Business und Economy
- Ordinary Line: hält nicht an allen Stationen, Wagenklassen Royal, Business und Economy

## Asien

### Indien
- Duronto Express: Fernverkehrszug, ohne Zwischenhalt (Rebell)
- Rajdhani Express: vollklimatisierter Qualitäts-Nachtzug (Hauptstadt)
- Shatabdi Express: vollklimatisierter Qualitäts-Tageszug (Jahrhundert)
- Garib Rath: vollklimatisierter Zug, Liegewagen hoher Kapazität, niedrigere Preise (Wagen der Armen)
- Sampark Kranti Express: schneller Nachtzug (Verbindungs-Revolution)
- Superfast Express: schneller Nachtzug, schneller als 55 km/h
- Intercity Express: schneller Tageszug, teilweise vollklimatisierter Doppelstockzug
- Mail/Express: schneller Tages- oder Nachtzug
- Fast Passenger: Eilzug
- Passenger: Nahverkehrszug, Halt an allen Stationen
- Suburban: Pendlertriebzug im Ballungsraum

### Japan

#### Shinkansen
Im Shinkansen-Verkehr gibt es verschiedene Zuggattungen.

##### Tōkaidō-,San’yō-undKyūshū-Shinkansen
- Nozomi (のぞみ, dt. „Hoffnung“): die schnellsten Züge auf dem Tōkaidō- und San’yō-Shinkansen
- Mizuho (みずほ, dt. „fruchtbare Reisähre“): die schnellsten Züge auf der Kyūshū-Shinkansen.[25]
- Hikari (ひかり, dt. „Licht“): die schnellen Züge der Tokaido- und San’yō-Shinkansen. Halten nicht an allen Bahnhöfen. Lediglich auf der San’yō-Shinkansen verkehrende Züge werden Hikari Rail Star (ひかりレールスター) bezeichnet
- Sakura (さくら, dt. „Kirschblüte“): die schnellen Züge der Kyūshū-Shinkansen sowie die von und nach der San’yō-Shinkansen durchfahrene Züge.[25]
- Kodama (こだま, dt. „Echo“): Züge mit Halten an allen Bahnhöfen auf den Tokaido- bzw. San’yō-Shinkansen.
- Tsubame (つばめ, dt. „Schwalbe“): Züge mit Halten an allen Bahnhöfen der Kyūshū-Shinkansen

##### Tōhoku-,Yamagata-undAkita-Shinkansen
- Hayabusa (はやぶさ, dt. „Wanderfalke“): Die schnellsten Züge auf der Tōhoku-Shinkansen.[26]
- Hayate (はやて, dt. „Sturmwind“): die schnellen Züge auf der Tōhoku-Shinkansen, die zwischen den Bahnhöfen Ōmiya und Sendai ohne Zwischenstopp fahren.
- Komachi (こまち, siehe Ono no Komachi): die schnellen Züge, die die Bahnhöfe Tokio oder Sendai und Akita auf der Akita-Shinkansen verbinden. Grundsätzlich werden die Züge mit Hayate zwischen Tokio und Morioka gekuppelt.[26]
- Yamabiko (やまびこ, dt. „Bergecho“): die schnellen Züge auf der Tōhoku-Shinkansen, die nicht an allen Bahnhöfen halten.
- Tsubasa (つばさ, dt. „Flügel“): die schnellen Züge, die die Bahnhöfe Tokio auf der Tōhoku-Shinkansen und Yamagata oder Shinjō auf der Yamagata-Shinkansen verbinden. Die Züge werden grundsätzlich mit Max Yamabiko zwischen Tokio und Fukushima gekuppelt.
- Nasuno (なすの, dt. „Feld in Nasu“): Die Züge pendeln zwischen Tokio und Nasu-Shiobara oder Kōriyama auf der Tōhoku-Shinkansen und halten an allen Bahnhöfen.

##### Jōetsu-undHokuriku-Shinkansen
- Toki (とき, dt. „japanischer Ibis“)
- Tanigawa (たにがわ, dt. „Gebirgsfluss“): Die Züge verbinden Tokio und Takasaki oder Echigo-Yuzawa (im Winter weiter nach Gāra-Yuzawa) auf dem Jōetsu-Shinkansen und halten an allen Bahnhöfen.
- Kagayaki (かがやき, dt. „Glanz“)
- Hakutaka (はくたか, dt. „Nachtfalke“)
- Asama (あさま, dt. „Morgenzeit“): die Züge verkehren zwischen Tokio und Nagano auf den Jōetsu- und Nagano-Shinkansen.
- Tsurugi (つるぎ, dt. „Schwert“): Shuttle-Verbindung zwischen Toyama und Kanazawa

#### Ehemalige Shinkansen

##### Jōetsu-Shinkansen
- Asahi (あさひ, dt. „Morgensonne“): Von 1982 bis 2002 wurden die schnellen Züge zwischen Tokio und Niigata als Asahi bezeichnet.[27]

##### Tōhoku-Shinkansen
- Aoba (あおば, dt. „Schloss Aoba“): Von 1982 bis 1997 wurden die Züge zwischen Tokio und Nasu-Shiobara oder Sendai eingesetzt und hielten an allen Bahnhöfen.[27]

#### Zaireisen (JR)
- Express
  - Limited Express (特急 Tokkyū)
- Lokal
  - Rapid (快速 Kaisoku)
    - Spezial Rapid (特快 Tokkai) / (新快速 Shin-Kaisoku)
      - Chūō Spezial Rapid (中央特快 Chūō-Tokkai): Chūō-Linie
      - Ōme Spezial Rapid (青梅特快 Ōme-Tokkai): Ōme-Linie
      - Pendler Spezial Rapid (通勤特快 Tsukin-Tokkai)

    - Pendler Rapid (通勤快速 Tsukin-Kaisoku)
    - Section Rapid (区間快速 Kukan-Kaisoku)
    - Direkt Rapid (直通快速 Chokutsu-Kaisoku)
    - Miyako-Ji Rapid (みやこ路快速 Miyako-Ji-Kaisoku): Nara-Linie
    - Yamato-Ji Rapid (大和路快速 Yamato-Ji-Kaisoku): Kansai-Hauptlinie
    - Kansai Airport Rapid (関空快速 Kanku-Kaisoku): Hanwa-Linie
    - Kishū-Ji Rapid (紀州路快速 Kishū-Ji-Kaisoku): Hanwa-Linie
    - Tanba-Ji Rapid (丹波路快速 Tanba-Ji-Kaisoku): Fukuchiyama-Linie

  - Lokalzug (普通 Futsū / 各駅停車 Kakueki-Teisya)
- Ehemalige Zuggattungen
  - Express (急行 Kyūkō)
  - Semi Express (準急 Jun-Kyū)

#### Zaireisen (Privatbahn)
- Limited Express / Spezial Express (特急 Tokkyū)
  - Rapid Limited Express (快速特急 Kaisoku-Tokkyū / 快特 Kai-ToKu): Keikyū, Keisei, Meitetsu, Hankyū, Keihan
    - Airport Limited Express (エアポート快特 Airport-Kai-Toku): Keikyū
    - Access Limited Express (アクセス特急 Access-Tokkyū): Keisei

  - Semi Special Express (準特急 Jun-Tokkyū): Keiō
  - Pendler Limited Express (通勤特急 Tsukin-Tokkyū): Tokyū, Keisei, Keihan, Hankyū
  - Direkt Limited Express (直通特急 Chokutsu-Tokkyū): Hanshin, Hankyū, Sanyō
  - Section Limited Express (区間特急 Kukan-Tokkyū): Hanshin
  - Skyliner: Keisei
  - μ-SKY (ミュースカイ): Meitetsu
  - Liner (ライナー)
    - Keikyū-Wing (京急ウイング) / Morning-Wing (モーニング・ウイング): Keikyū
    - Keiō-Liner (京王ライナー): Keiō
    - S-TRAIN: Seibu, Tokyō Metro, Tokyu
    - Haijima-Liner (拝島ライナー): Seibu
    - TJ-Liner: Tobu
    - Morning-Liner (モーニングライナー) / Evening-Liner (イブニングライナー): Keisei
- Express (急行 Kyūkō)
  - Rapid Express (快速急行 Kaisoku-Kyūkō / 快急 Kai-Kyū): Seibu, Tobu, Odakyū, Meitetsu, Hanshin, Kintetsu, Keihan, Nankai
  - Semi Express (準急 Jun-Kyū): Tokyū, Seibu, Tobu, Odakyū, Tokyō Metro, Meitesu, Kintesu, Hankyū, Keihan, Nankai, Hanshin
    - Pendler Semi Express (通勤準急 Tsukin-Jun-Kyū): Seibu, Odakyū, Keihan
    - Section Semi Express (区間準急 Kukan-Jun-Kyū): Tobu, Kintesu, Hanshin

  - Pendler Express (通勤急行 Tsukin-Kyūkō): Seibu, Odakyū, Tokyō Metro, Hankyu
  - Section Express (区間急行 Kukan-Kyūkō): Tobu, Keiō, Hanshin, Keihan, Nankai, Kintesu
  - Airport Express (エアポート急行 Airport-Kyūkō / 空港急行 Kukō-Kyūkō): keikyū, Nankai
- Rapid (快速 Kaisoku)
  - Pendler Rapid (通勤快速 Tsukin-Kaisoku): Tokyō Metro, Tsukuba Express
  - Section Rapid (区間快速 Kukan-Kaisoku): Tsukuba Express, Tokyō Monorail
  - HANEDA EXPRESS (空港快速 Kukō-Kaisoku): Tokyō Monorail
  - Chō Rapid (超快速 Chō-Kaisoku): Hokuetsu-Kyūkō
  - Special Rapid Express (特快速 Tokkaisoku): Kōbe Dentetsu
- Lokalzug (普通 Futsū / 各駅停車 Kakueki-Teisya)

### Philippinen (Philippine National Railways)
- Mayon Limited: luxuriöser Schnellzug, Nachtverkehr
- Bicol Express: Schnellzug
- Bicol Commuter: Nahverkehrszug, im Süden des Großraumes Metro Manila

### Südkorea
- Korea Train Express (KTX): Hochgeschwindigkeitszug (305 km/h)
- Intercity Train Express (ITX): Expresszug, ITX-Cheongchun (180 km/h), ITX-Saemaeul (150 km/h)
- 무궁화 Mugunghwa: Fernschnellzug (150 km/h)
- 누리로 Nuriro: Regionalzug (150 km/h)
- 급행전철 („Elektrischer Schnellzug“): S-Bahn-Eilzug (110 km/h)
- 전철 (전동열차) („Elektrischer Zug“): S-Bahn, Halt an allen Stationen, Übergang zu U-Bahn-System (110 km/h)

### Thailand (Thailändische Staatsbahn)
- DRC (Diesel Rail Car): hochwertiger Fernschnellverkehrszug, Dieseltriebwagen, nur klimatisierte Großraumwagen zweiter Klasse, teilweise Nachtverkehr

### Volksrepublik China
- 高速动车组列车  (G/高/Gāosù Dóngchēzǔ Lièchē): Hochgeschwindigkeitstriebwagenzug, für Service schneller als 300 km/h
- 城际动车组列车 (C/城/Chéngjì Dòngchēzǔ Lièchē): Inter-City Triebwagenzug

- 动车组列车 (D/动/Dóngchēzǔ Lièchē): Triebwagenzug

- 市郊旅客列车 (S/市/Shìjiāo Lǚkè Lièchē): Vorortzug

- 直达特快列车 (Z/直/Zhídá Tèkuài Lièchē): Direktexpresszug, heute möglicherweise viele Halte und nur geschwindigkeitsabhängig (160 km/h)
- 特快列车 (T/特/Tèkuài Lièchē): Expresszug (140 km/h)
- 快速列车 (K/快/Kuàisù Lièchē): Schnellzug (120 km/h)
- 普通旅客快车 (Ohne Gattung/普快/Pǔtōng Lǚkè Kuàichē): Schnellzug, mehr Halten als K (120 km/h)
- 普通旅客列车 (Ohne Gattung/普客/Pǔtōng Lǚkè Lièchē): Nahverkehrszug, Halt an allen Stationen
- 临时旅客列车 (L/临/Línshí Lǚkè Lièchē): zusätzlicher Zug bei Bedarf
- 临时旅游列车 (Y/游/Línshí Lǚyóu Lièchē): zusätzlicher Zug für touristische Zwecke